# Flughafen Berlin Brandenburg

i7
i11
i13
Der Flughafen Berlin Brandenburg „Willy Brandt“ (IATA-Code: BER, ICAO-Code: EDDB) ist ein internationaler Verkehrsflughafen in Schönefeld, direkt an der südlichen Berliner Stadtgrenze.
2024 flogen vom Flughafen aus 69 Airlines zu 133 Flugzielen in 50 Ländern. Gemessen am Fluggastaufkommen war er 2024 mit 25,5 Millionen Passagieren der drittgrößte deutsche Flughafen.
Die Anlage wird durch die Flughafen Berlin Brandenburg GmbH betrieben. Eigentümer der GmbH sind die Länder Berlin und Brandenburg sowie die Bundesrepublik Deutschland.
Der Bau des Flughafens, der 2006 begann, war eines der größten Bauprojekte Deutschlands. Die Aufnahme des Flugbetriebs war anfangs für 2007 geplant. 2020 wurde der Flughafen eröffnet. Die Gesamtkosten für das Projekt betrugen etwa 7,3 Milliarden Euro.

## Geschichte

### Standortentscheidung

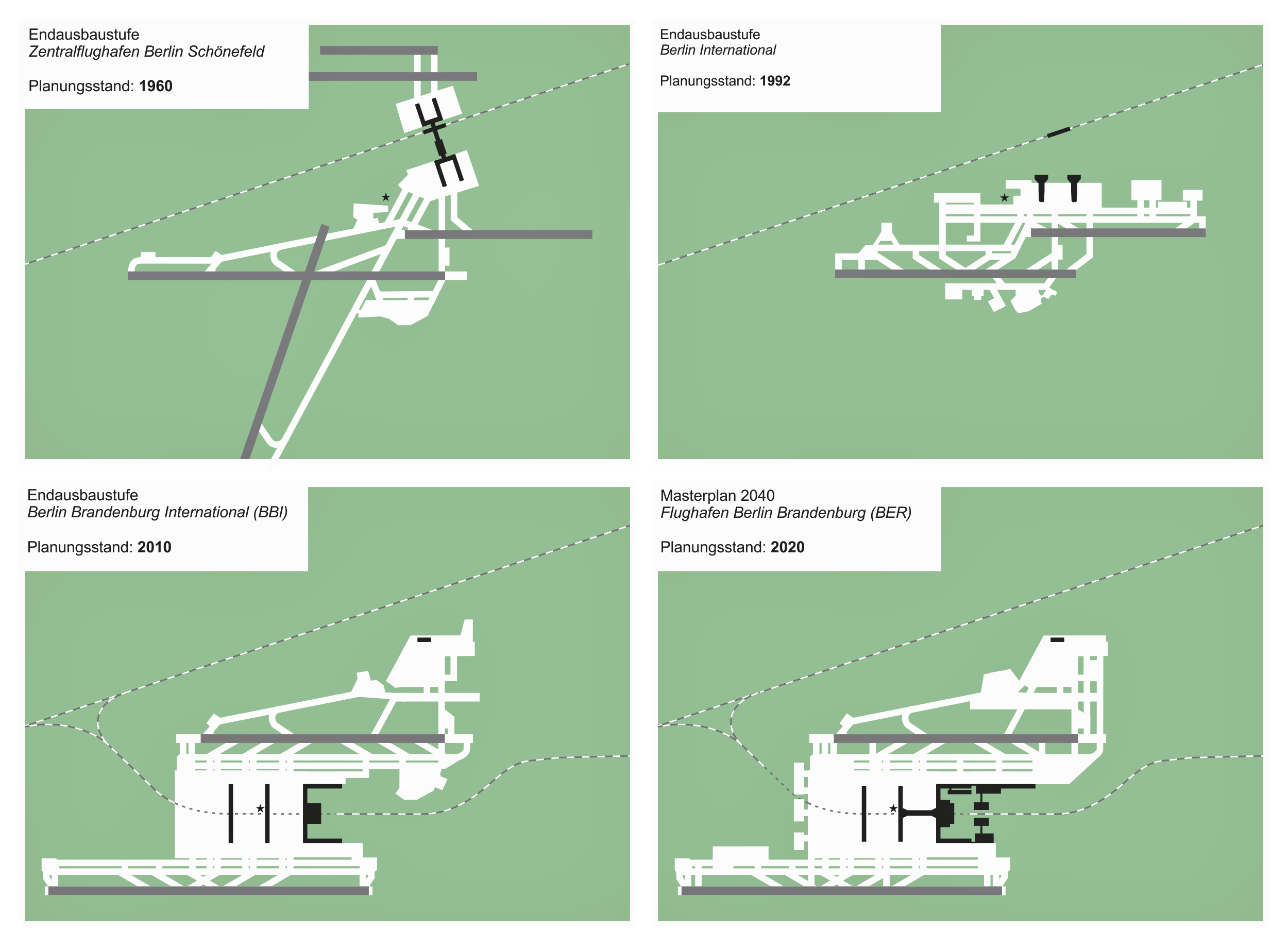
Flughafenausbauplanungen am Standort Schönefeld 1960–2020

Pläne für einen Ausbau des Flughafens Schönefeld existierten seit den 1960er Jahren, wurden aber nur in sehr geringem Umfang umgesetzt. Die Notwendigkeit der Erweiterung von Kapazitäten und der Ruf nach dem Aufbau eines wettbewerbsfähigen, modernen Großflughafens für den Ballungsraum Berlin-Brandenburg erstarkten erst nach der deutschen Wiedervereinigung im Jahr 1990.
Im Jahr 1992 wurden sieben für einen neuen Großflughafen Berlin-Brandenburg in Frage kommende Standorte nach verkehrlichen, wirtschaftlichen und Umweltaspekten verglichen. Als Standort für den Flughafen wurden neben Schönefeld vor allem Sperenberg und Jüterbog-Ost eine Zeit lang favorisiert. Obwohl in einem Suchverfahren im Rahmen der Raumordnung 1993 Schönefeld am schlechtesten bewertet wurde, entschieden sich der Bund und die Landesregierungen von Berlin und Brandenburg, vertreten durch Matthias Wissmann, Eberhard Diepgen und Manfred Stolpe, am 28. Mai 1996 für diesen Standort. Kurz nach der Standortfestlegung wurden Bürgerinitiativen aus Berlin und dem Umland gegründet, die sich gegen die Pläne engagierten, den Flughafen am Berliner Stadtrand zum neuen Großflughafen auszubauen. Im März 2006 wurden die Musterklagen vom Bundesverwaltungsgericht zum überwiegenden Teil abgewiesen.
Grundlage des zu Beginn des 21. Jahrhunderts beschlossenen Ausbaues wurde der Konsensbeschluss aus dem Jahr 1996 und die daraus folgenden Verfahren, wie die darauf ausgelegte Landesentwicklungsplanung, der Planfeststellungsbeschluss des brandenburgischen Ministeriums für Infrastruktur und Raumordnung vom 13. August 2004 sowie der Planergänzungsbeschluss „Lärmschutzkonzept BBI“ vom 20. Oktober 2009. Sowohl der Konsensbeschluss als auch der Planfeststellungsbeschluss aus dem Jahr 2004 beinhalteten den Ausbau des Schönefelder Flughafens unter der Voraussetzung der Schließung der beiden anderen Berliner Flughäfen Tempelhof und Tegel.:S. 327 f., S. 335 

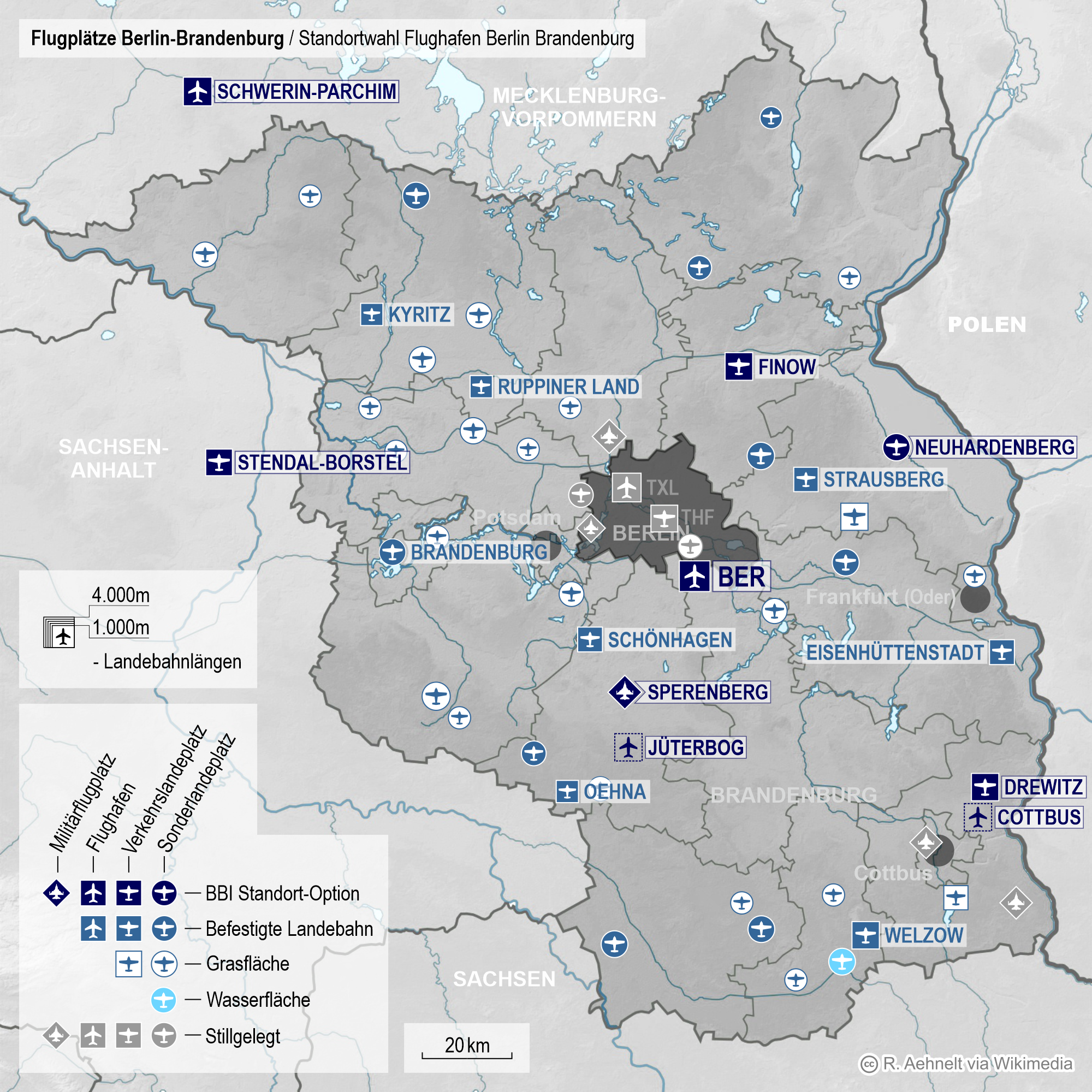
Standortoptionen für den neuen Berliner Großflughafen

Beim ersten Spatenstich 2006 wurde mit einer Eröffnung im Oktober 2011 gerechnet. 2010 wurde diese Prognose auf den 3. Juni 2012 verschoben. Am 8. Mai 2012, nur vier Wochen vor diesem Termin, wurde bekanntgegeben, dass die Eröffnung wegen Problemen mit der Brandschutzanlage verschoben werden müsse. In den Folgejahren wurden Missmanagement, Fehlplanungen und Pfusch am Bau sowie Baufehler bekannt. Aufgrund immer weiterer sicherheitsrelevanter Probleme mit der Gebäudetechnik des Hauptterminals wurde der Eröffnungstermin mehrmals verschoben und der Flughafen konnte lange Zeit nicht in Betrieb gehen.
Ab 2010 formierten sich weitere Bürgerinitiativen, die sich gegen den Flughafenbau richteten. Diese sahen die Belastung durch Fluglärm und Schadstoffemissionen als nicht ausreichend berücksichtigt. Mehrere Anwohner von vier betroffenen Gemeinden klagten zusätzlich gegen den Planfeststellungsbeschluss. Dem Bundesverband der Deutschen Luftverkehrswirtschaft zufolge sind vor der Eröffnung des BER etwa 225.000 Berliner von Fluglärm betroffen, nach der Eröffnung rund 65.000.

### Umsiedlungen
Für die Ortschaften Diepensee und Selchow sind Umsiedlungen durchgeführt worden, da die Dörfer teilweise auf dem geplanten Flughafengelände lagen. Alle 335 Einwohner mussten Diepensee verlassen, das Dorf wurde in einen eigens dafür neu errichteten Ortsteil von Königs Wusterhausen umgesiedelt. Von Selchow zogen 35 Einwohner nach Großziethen. Die Umsiedlungen von Diepensee und der betroffenen Selchower Ortsteile wurden bis Dezember 2004 bzw. Juli 2005 vorgenommen.
Dabei ermöglichte insbesondere die Umsiedlung der Ortslage Diepensee eine zweijährige Erforschung der 14 Hektar großen Fläche, wodurch das mittelalterliche Dypensey, ein Angerdorf des 13. und 14. Jahrhunderts, dessen Geschichte zuvor weitgehend unbekannt war, sehr gut erhalten zutage trat.

### Bauarbeiten

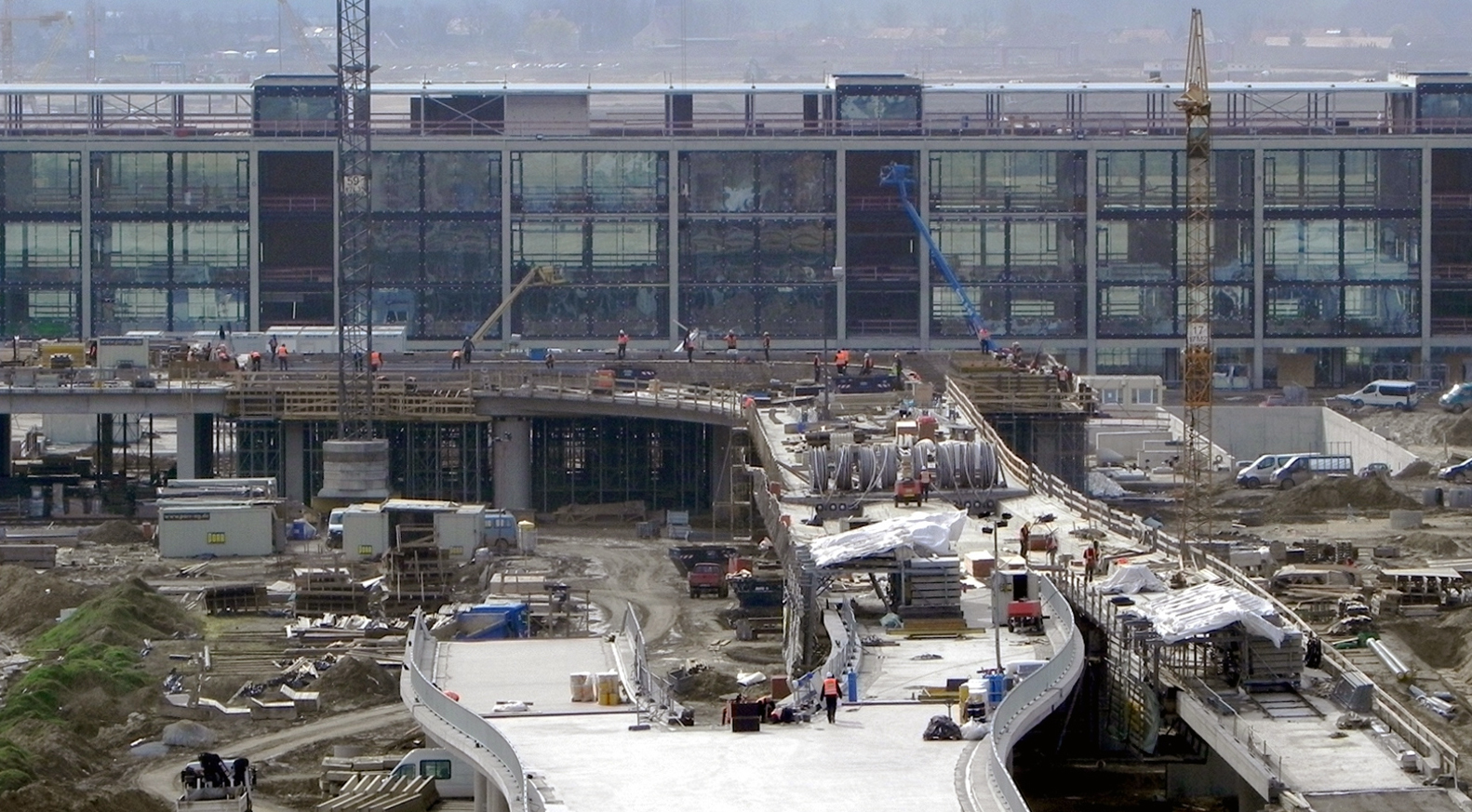
Im Bau befindlicher Terminal, März 2010

Mit der Realisierung des Projekts wurde als Generalplaner die Planungsgemeinschaft Berlin-Brandenburg International (pg bbi) beauftragt, ein Gemeinschaftsunternehmen, bestehend aus dem Architektenbüro Gerkan, Marg und Partner, der JSK und der IGK-IGR Ingenieurgesellschaft Kruck mbH. Zu den größten Auftragsnehmern und bauausführenden Unternehmen zählen u. a. Siemens, Bosch, T-Systems, Rom, Caverion.
Der erste Spatenstich zur zentralen Baustelleneinrichtung erfolgte am 5. September 2006. Zuerst wurden Baustraßen und die Bau-Infrastruktur errichtet und die Rollbahnanschlüsse an die BER-Nordbahn hergestellt. 2007 begann der Bau des Eisenbahntunnels, des Tunnelbahnhofs und der neuen Südbahn sowie der Lückenschluss der Bundesautobahn 113. Der neue Abschnitt der A 113 wurde im Mai 2008 eröffnet.
Am 11. Juli 2008 begannen die Bauarbeiten zum Hauptterminal. 2010 wurde die Feuerwache erstmals in Betrieb genommen.
Der Bau des Flughafens Berlin Brandenburg entwickelte sich seit 2012 zu einem der größten Skandale der deutschen Baugeschichte. Bei den Bauarbeiten wurden bis Ende 2012 Unfälle bekannt, bei denen vier Menschen ums Leben kamen, 46 schwer und 197 leicht verletzt wurden.
Zubringerbauten
Im Rahmen des Flughafenbaus entstanden rund 18,5 km Fern- und Regionalbahnstrecke. Die Verlängerung der S-Bahn vom bestehenden Bahnhof Schönefeld zum neuen Flughafenbahnhof, mit zusätzlichem Haltepunkt in Waßmannsdorf, misst 8,6 km. Auf dem Flughafengelände werden beide Strecken in einem 3009 m (Fernbahn) bzw. 2425 m (S-Bahn) langen Tunnel in Ost-West-Richtung geführt.

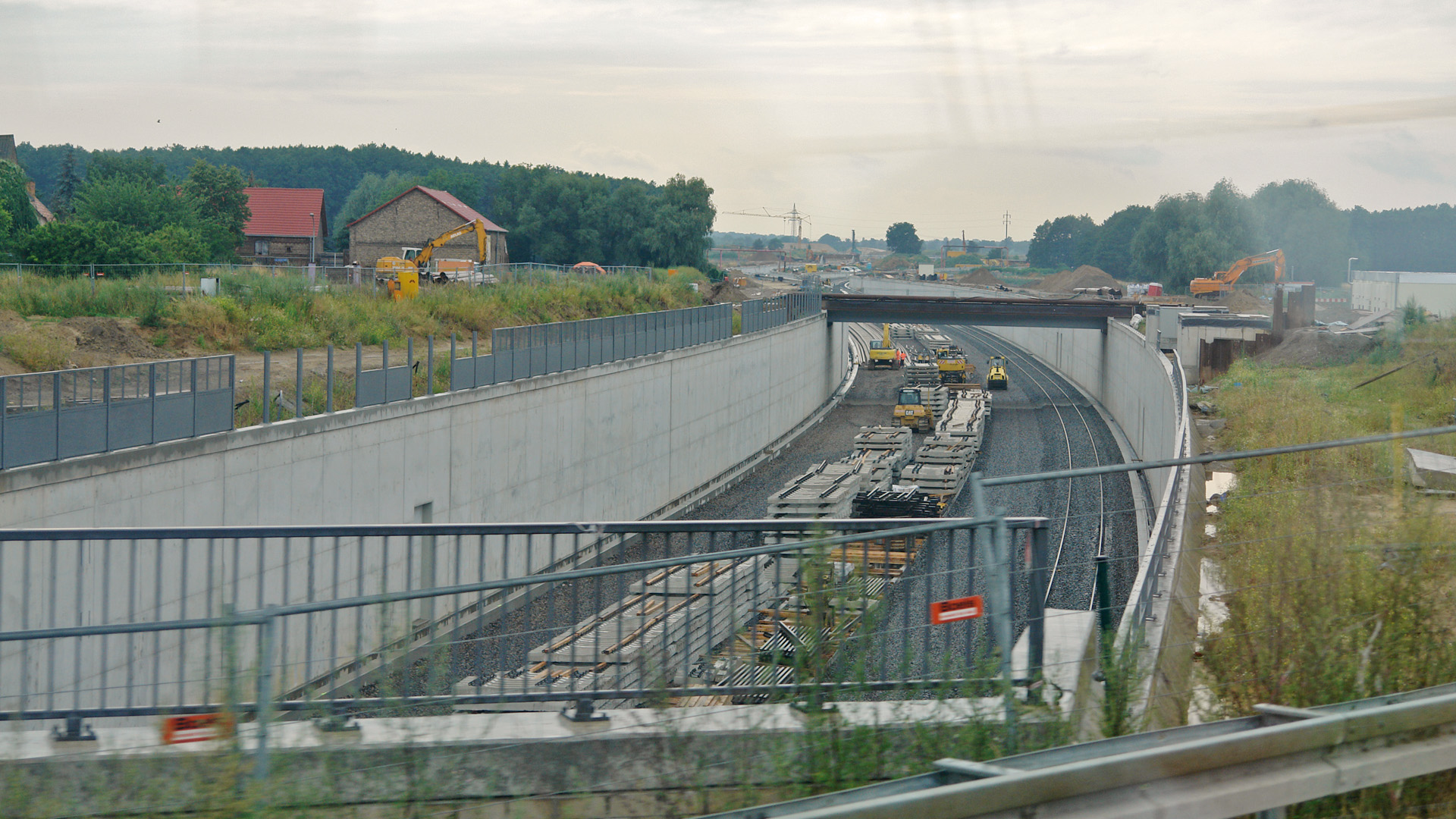
Bauarbeiten an der westlichen Tunneleinfahrt des künftigen Flughafen-Bahnhofs, Juli 2010

Die Ausführung des Tunnelrohbaus erfolgte durch eine Arbeitsgemeinschaft, die sich aus mittelständischen Berliner Bauunternehmungen zusammensetzte. Die Bauarbeiten am Empfangsgebäude begannen im Sommer 2007 und waren im Juli 2008 so weit fortgeschritten, dass der Bereich überbaut werden konnte. Die Tunnelstation liegt mit rund 14,5 m unter dem Gelände als unterstes Geschoss des neuen Terminals.
Im November 2007 wurden die Aufträge für die Rohbauarbeiten der westlichen Schienenanbindung sowie der Oberbauarbeiten und zu den Bahnsteigen des zukünftigen Flughafenbahnhofs vergeben. Die beiden Aufträge umfassen 2,4 km Trogbauwerke, drei Eisenbahn- und vier Straßenbrücken. Rund 330.000 m³ Erdmassen mussten bewegt und etwa 87.000 m³ Stahlbeton eingebaut werden. Insgesamt wurden 33 km Gleise mit 23 Weichen verlegt.
Der Bau war in neun Teilabschnitte untergliedert, die zeitlich versetzt zueinander ausgeführt wurden. Die Baugruben der Bauwerke entstanden dazu größtenteils im Schutz einer Grundwasserabsenkung, sodass ein konventioneller Aushub erfolgen konnte. In den Baugruben wurden anschließend die Bauwerke als Stahlbetonkonstruktionen (Weiße Wanne) in Ortbetonbauweise errichtet. Juli 2008 war der erste – 185 Meter lange – Abschnitt des Bahnhofs im Rohbau so weit fertiggestellt, dass darauf das Terminalgebäude errichtet werden konnte. Für die Ostanbindung erfolgte der Planfeststellungsbeschluss erst im Frühjahr 2010.
Die Schienenanbindung samt Flughafenbahnhof ist seit dem 7. Juni 2011 elektrisch befahrbar und seit dem 30. Oktober 2011 betriebsfähig.
Insgesamt wurden rund 636 Millionen Euro investiert. Davon trug der Bund 576 Millionen Euro, die Bundesländer Berlin und Brandenburg jeweils 30 Millionen Euro.

### Bauskandal
In der Folge der Absage der Eröffnung des Flughafens im Juni 2012 traten schnell mehr und mehr Baudefizite und -mängel sowie Managementversagen im Zusammenhang mit dem Bauvorhaben in Erscheinung, die sich später zu einem der größten Skandale der deutschen Baugeschichte entwickeln sollten. Fortwährend neu veröffentlichte Eröffnungstermine und deren Absagen folgten die gesamten 2010er Jahre hindurch in stetem Wechsel aufeinander, während sich die Baukosten vervielfachten und der Flughafen in Deutschland allgemein zum Synonym für staatliches Missmanagement und aus dem Ruder gelaufene staatliche Großprojekte wurde.

### Inbetriebnahme
Um einen problemfreien, nahtlosen Standortwechsel von Schönefeld und Tegel zum BER zu gewährleisten, entschied man sich, den Flughafen mit all seinen Prozessen und Abläufen bereits vor der Eröffnung intensiv zu testen.
Der erste Probebetrieb fand ab November 2011 unter Mitwirkung von rund 10.000 Komparsen statt und wurde am 8. Mai 2012 aufgrund der Verschiebung des Eröffnungstermins abgebrochen. Im Zeitraum April bis Oktober 2020 wurde ein erneuter Probebetrieb abgehalten. Es wurden Check-in, Gepäckaufgabe und -sortierung, Durchlauf von Sicherheits- und Passkontrolle sowie Boarding, bis hin zur Gepäckabholung und Transfer mit rund 500 (Negativ-)Szenarien durchgespielt. Des Weiteren gehörten zur Testphase auch Nachtprobebetriebe, Notfallübungen oder Massenprobebetriebe dazu.
Ende August 2012 wurde als erstes Gebäude die „Aufnahmeeinrichtung für Asylsuchende“ eröffnet. Am 3. Juli 2013 wurde als erster Schritt zur Teileröffnung des Flughafens das neue Frachtzentrum eröffnet. Die erste Abfertigung eines Frachtflugzeuges erfolgte am 1. August 2013.
Air Berlin und Oneworld Alliance planten am BER ein Luftfahrt-Drehkreuz zu betreiben. Air Berlin meldete 2017, vor der verspäteten Eröffnung des Flughafens, Insolvenz an.
Im April 2020 erklärte Flughafenchef Engelbert Lütke Daldrup, dass alle erforderlichen Dokumente der Bauaufsichtsbehörde, darunter auch bisher offene Prüfbescheinigungen des TÜV, übergeben worden seien. Damit lagen alle behördlichen Genehmigungen vor. Zu diesem Zeitpunkt startete auch der ORAT-Probebetrieb. An insgesamt 28 Testtagen wurden 9000 Freiwillige eingesetzt. Mit Bescheid vom 1. Oktober 2020 gestattete die Gemeinsame Obere Luftfahrtbehörde Berlin-Brandenburg der Flughafengesellschaft die rechtliche Inbetriebnahme des BER zum 4. November 2020.

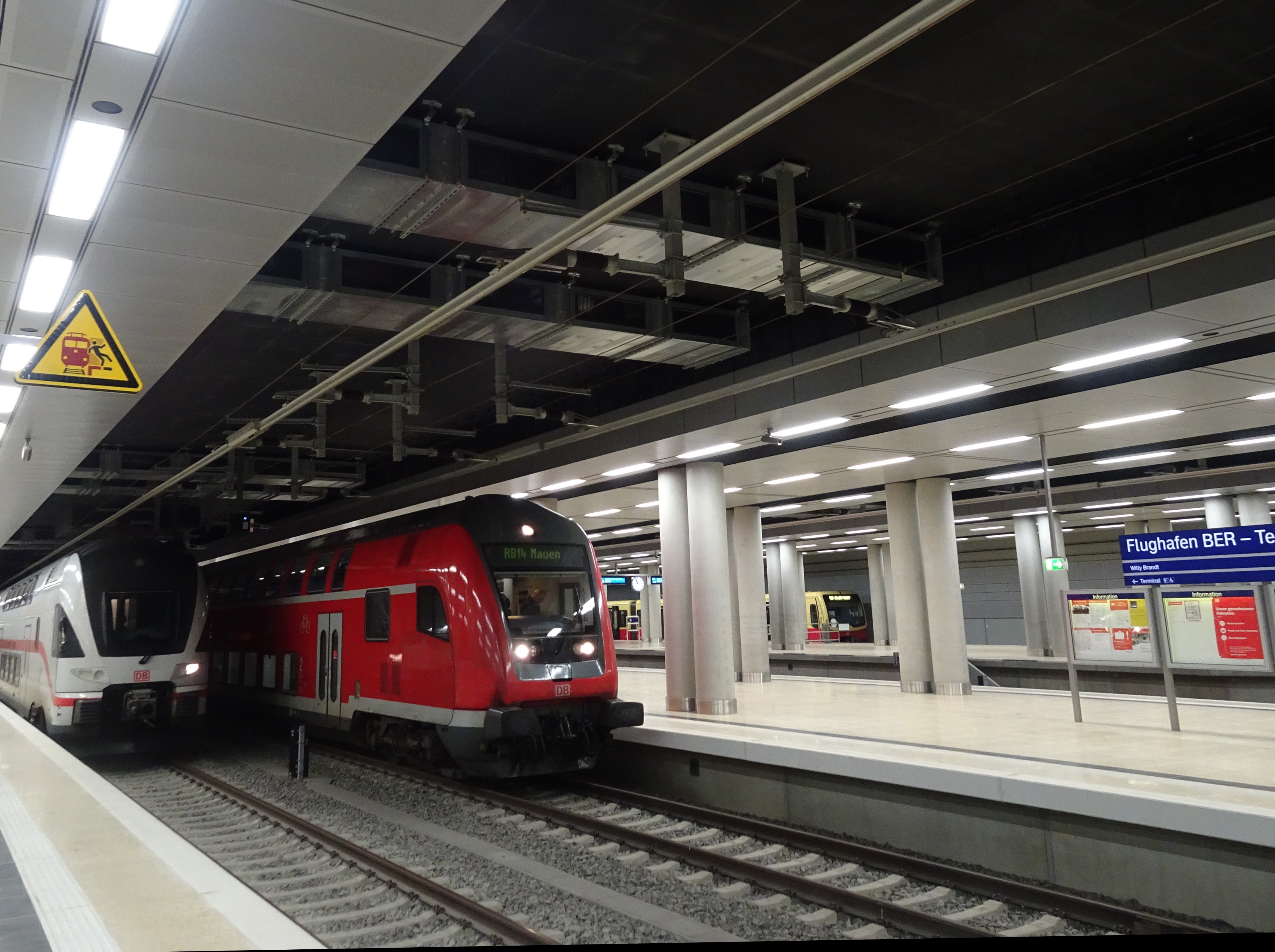
Bahnhof Flughafen BER, 2020

Am 25. Oktober 2020 wurde bereits das IATA-Kürzel des Flughafens Schönefeld von SXF in BER geändert und dessen bestehenden Abfertigungsanlagen in „BER Terminal 5“ umbenannt. Ebenfalls wurde der Flughafenbahnhof eröffnet. Am 29. Oktober folgte die Linie S45 und ab dem 1. November auch der Regional- und Fernverkehr.
Die geringere Auslastung des Flughafens Tegel durch die COVID-19-Pandemie ermöglichte einen sukzessiven Umzug eines Großteils der Technik und des Materials bereits während des Probebetriebs. Im Zeitraum vom 31. Oktober bis zum 8. November fand der endgültige Umzug in drei Etappen statt, bei dem unter anderem die Vertretungen aller 59 Fluggesellschaften sowie sämtliche Bodenabfertigungsdienste und deren Fahrzeuge von Tegel nach Schönefeld verlagert werden.
Der Terminal 1 des BER wurde am 31. Oktober eröffnet. Um kurz nach 14 Uhr wurde dort mit der Landung zweier A320-200neo von EasyJet (Flug 3110 aus Tegel) und Lufthansa (Flug 2020 aus München) die Passagierabfertigung aufgenommen. Der erste kommerzielle Flug am neuen Terminal war EasyJet-Europe-Flug 5924 aus Puerto del Rosario um 20 Uhr. Am 1. November 2020, startete der bei der Eröffnung am Vortag als erstes gelandete Airbus von EasyJet um 6:45 Uhr als erster kommerzieller Flug (EasyJet-Flug EJU 8210 nach Gatwick) vom Terminal 1.
Mit der Landung des Qatar-Airways-Fluges QR81 aus Doha wurde am 4. November 2020 um kurz vor 10 Uhr der Betrieb auf der südlichen Start- und Landebahn des BER aufgenommen. Damit war der Ausbau des Flughafens Schönefeld zum BER rechtlich abgeschlossen und der Flughafenname änderte sich entsprechend. Die ersten Starts von der Südbahn BR07 Richtung Osten erfolgten bei erstem Ostwind am 7. November 2020 über die Hoffmann-Kurve.

### Terminal 5
Bei Terminal 5 handelte es sich um den Passagierterminal des früheren Flughafens Schönefeld, der vorübergehend in den Betrieb des neuen Flughafens integriert wurde. Das Gebäude lag räumlich allerdings von den anderen Terminals entfernt. Schon seit Mitte der 2000er Jahre wurden dort ausschließlich noch Low-Cost-Fluggesellschaften abgefertigt. Ein Transfer zum Hauptgebäude war für Fluggäste nur landseitig über die Straße oder per S-Bahn möglich, nicht jedoch „luftseitig“, innerhalb des Luftsicherheitsbereichs.
Die Nutzung des Terminals 5 sollte die Gesamtkapazität des Flughafens zu seiner Eröffnungsphase um jährlich bis zu zehn Millionen Fluggäste erweitern. Schon vier Monate nach Flughafeneröffnung wurde er im Februar 2021 aufgrund des Rückgangs der Fluggastzahlen infolge der COVID-19-Pandemie jedoch zunächst vorübergehend und später endgültig wieder geschlossen.

## Namensgebung
Bis 2009 wurde für den Flughafen die Bezeichnung Berlin Brandenburg International (BBI) als Arbeitstitel verwendet. Am 11. Dezember 2009 wurde durch den Aufsichtsrat der Flughafen Berlin-Schönefeld GmbH der Name Flughafen Berlin Brandenburg etabliert. Für die internationale Vermarktung wird Berlin Brandenburg Airport genutzt. Als Beinamen erhielt der Flughafen den Namen Willy Brandt. Der IATA-Code wurde auf BER festgelegt. Das Kürzel diente bereits als Metropolitan Area Code für die bestehenden Berliner Flughäfen.

## Lage und Verkehrsanbindung

### Schienenanbindung und öffentlicher Verkehr

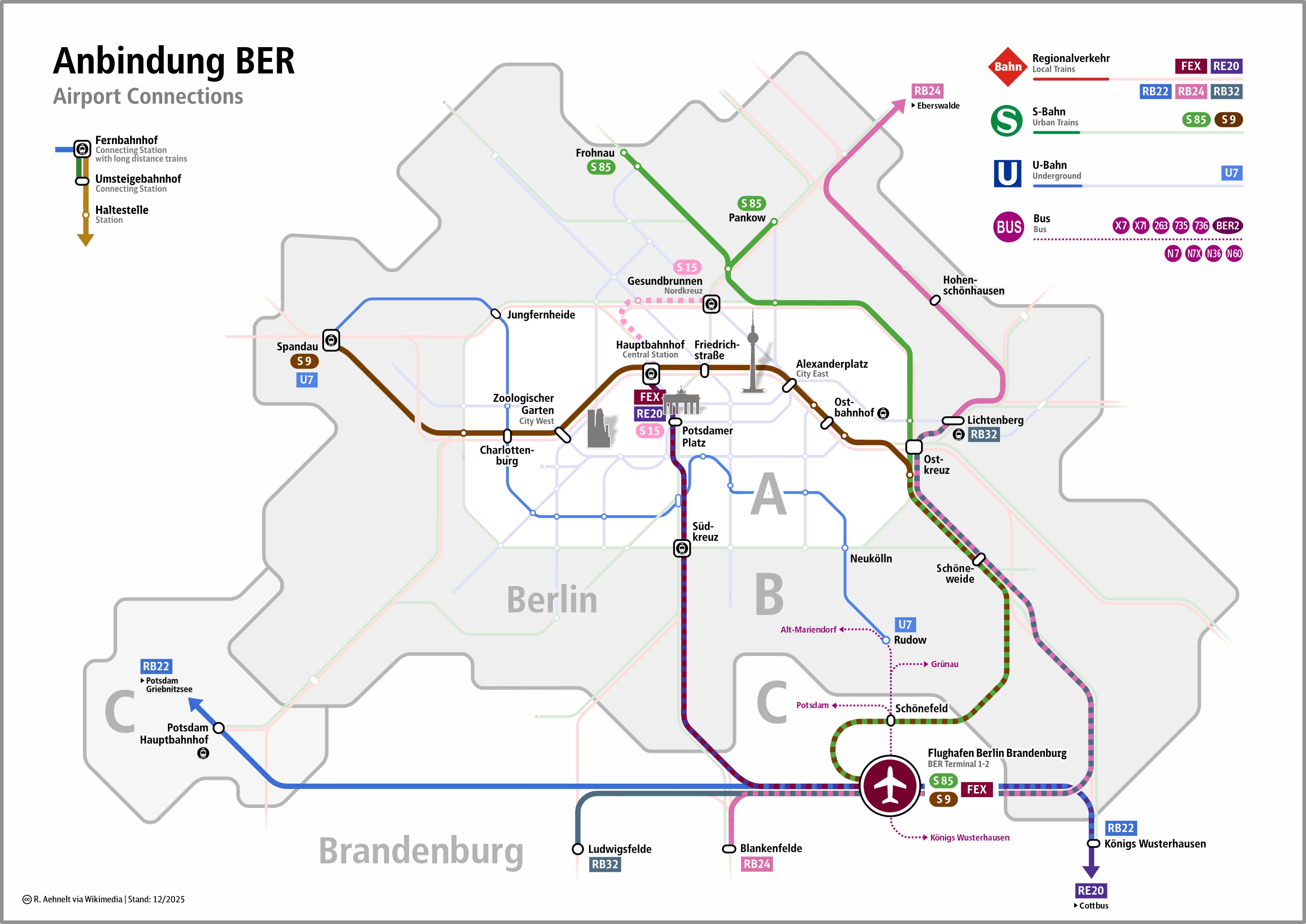
Anbindung zum BER seit dem 26. April 2023

Der Flughafen ist über den Tunnelbahnhof Flughafen BER angebunden. Hier halten die S-Bahn-Linien S9 und S45 sowie Züge des Regional- und Fernverkehrs. Insbesondere verbindet der Flughafen-Express FEX im 30-Minuten-Takt den Berliner Hauptbahnhof mit dem Flughafen bei einer Fahrzeit von 30 Minuten mit Zwischenhalten an den Bahnhöfen Gesundbrunnen und Ostkreuz. Expressbusse verbinden den BER mit den U-Bahnhöfen Rudow (Linie U7) und Alt-Mariendorf (Linie U6).
Mit Fertigstellung der Dresdener Bahn soll die Fahrzeit des FEX vom Hauptbahnhof ab Dezember 2025 auf 20 Minuten verkürzt und ein 15-Minuten-Takt eingerichtet werden. Durch die Anbindung des Südrings an den FEX mit der Fertigstellung der Dresdener Bahn über den Bahnhof Südkreuz entfallen die Fahrten der S45 zum Flughafen. Stattdessen soll die Linie S85 (neue Linienführung über Gesundbrunnen zum Hauptbahnhof) den Flughafen anbinden.
Die Anhalter Bahn verbindet als fertiggestellte Ausbaustrecke Berlin mit Leipzig und Halle (Saale) in gut einer Stunde Fahrzeit. Im Fernverkehr hält bisher nur die IC-Verbindung der Linie 17 zwischen Dresden und Rostock am Flughafen.
Fern-, Reise- und Shuttlebusse halten am Bussteig B in Fußweite zu den Terminals 1 und 2.

### Straßenanbindung und Individualverkehr

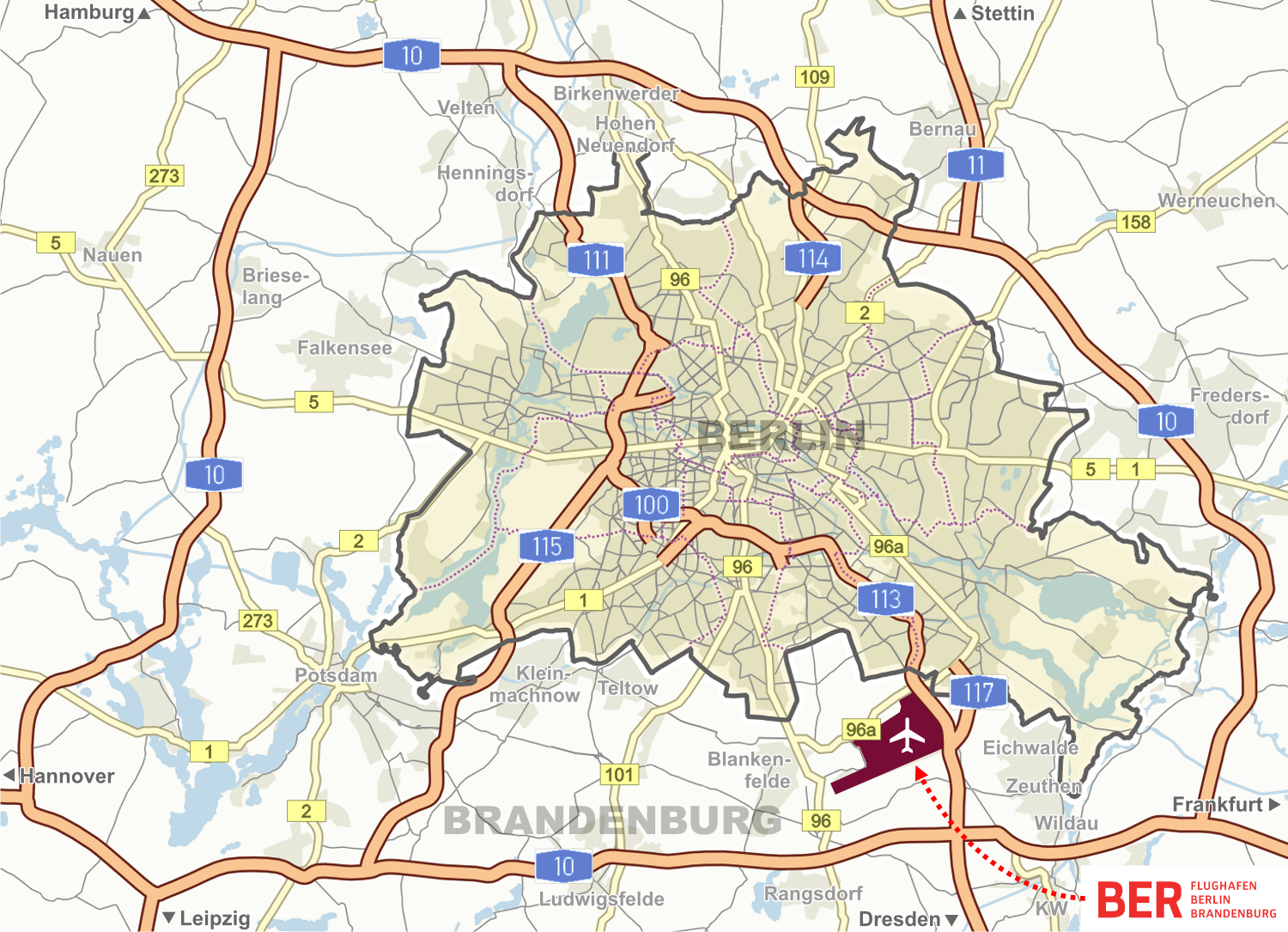
Einbindung des BER im Berliner Straßenverkehrsnetz

Über die Straße erreicht man den öffentlichen Teil des neuen Flughafens aus Richtung Osten über die A 113, die nördlich des Autobahndreiecks Waltersdorf eine neue Anschlussstelle erhalten hat. Weiterhin wird eine Verbindung zwischen dem alten Flughafengelände und dem neuen Flughafenzubringer hergestellt. Diese vierspurige Straße soll unter anderem die Erreichbarkeit des Flughafens sicherstellen, falls es auf der A 113 zu einer Vollsperrung kommen sollte. Sie bindet östlich des Flughafengeländes an den Flughafenzubringer von der A 113 an.
Der zentrale sechsstreifige Flughafenzubringer führt direkt zum Fluggastterminal. Er mündet in eine Terminalvorfahrt in zwei Ebenen (Ebene 0: Ankunft, Ebene 1: Abflug). Die Vorfahrtebenen werden getrennte Bereiche für den Individualverkehr (beispielsweise Kurzzeitparkplätze) und den öffentlichen Verkehr (Bushaltestellen, Taxiwarteflächen usw.) erhalten.
Das Verkehrskonzept sieht eine frühzeitige Trennung von Personen- und Güterverkehr vor. Der Güterverkehr wird bereits östlich des Flughafens in einem Verteilerknoten vom Zubringer abgeleitet. Alle wesentlichen Verkehre werden ringförmig im Einrichtungsverkehr durch das Flughafengelände geführt. Lieferverkehr, Betriebsdienste, aber auch Nutzer von terminalfernen Dauerparkplätzen werden über einen Verteilerring zu ihren Zielen geleitet. Passagiere und Gäste, die das Terminalgebäude zum Ziel haben, werden direkt vom Zubringer über einen separaten Terminalring geführt.
Im Zusammenhang mit dem Flughafenneubau wurde im Westen des Flughafengeländes die Landesstraße L 75 aus der Ortslage Selchow heraus verlegt. Dazu wurde ein Teilstück als Ortsumgehung Selchow neugebaut. Dieser neue Abschnitt der L 75 dient gleichzeitig der Anbindung der westlichen Betriebsflächen des Flughafens an das öffentliche Straßennetz.

### Parkplätze
Am Flughafen stehen der Öffentlichkeit 10.000 entgeltpflichtige Stellplätze in fünf Parkhäusern und auf 13 weiteren Parkflächen zur Verfügung, 5000 weitere Stellplätze sind für Flughafenmitarbeiter vorgesehen. Zusätzlich gibt es in der Umgebung mehrere, von anderen Anbietern betriebene, oft kostengünstigere Langzeitparkplätze (ab 8 Tage Stellzeit), Stellplätze in umliegenden Hotelparkhäusern und Valet-Parken. Damit verdoppelt sich nahezu das Angebot.

### Fahrradverkehr
Am Terminal 1 befinden sich videoüberwachte Fahrradstellplätze (Fahrradbügel) auf der Ebene U1. Der Zugang zum Terminal führt über den Willy-Brandt-Platz. Am Terminal 5 (ehemaliger Flughafen Schönefeld) befinden sich Fahrradständer vor dem Terminalbereich K. Die Anfahrt zum Terminal 1 aus Berlin kommend geht über den Radweg entlang der A 113 und im Flughafenbereich über straßenbegleitende Rad- und Fußwege entlang der Berliner Chaussee, Kienberger Brücke, Waltersdorfer Allee und Hugo-Eckener-Allee. Auf der Website des Flughafens existiert derzeit keine Anfahrtsbeschreibung für den Fahrradverkehr, sondern es wird auf die externe Seite bike2ber.de verwiesen, die alle Fahrrad-Anfahrtswege aufzeigt. Der Anfahrtsweg ist vor Ort mit BIKE2BER ausgeschildert.

## Flughafenanlagen
Im Verlauf des Flughafenbaus wurden insgesamt 2,4 Millionen Tonnen Zuschlagstoffe zu 3,4 Millionen Tonnen Beton verarbeitet und verbaut. Das Straßennetz auf dem Flughafen beträgt rund 20 Kilometer.

### Start- und Landebahnen

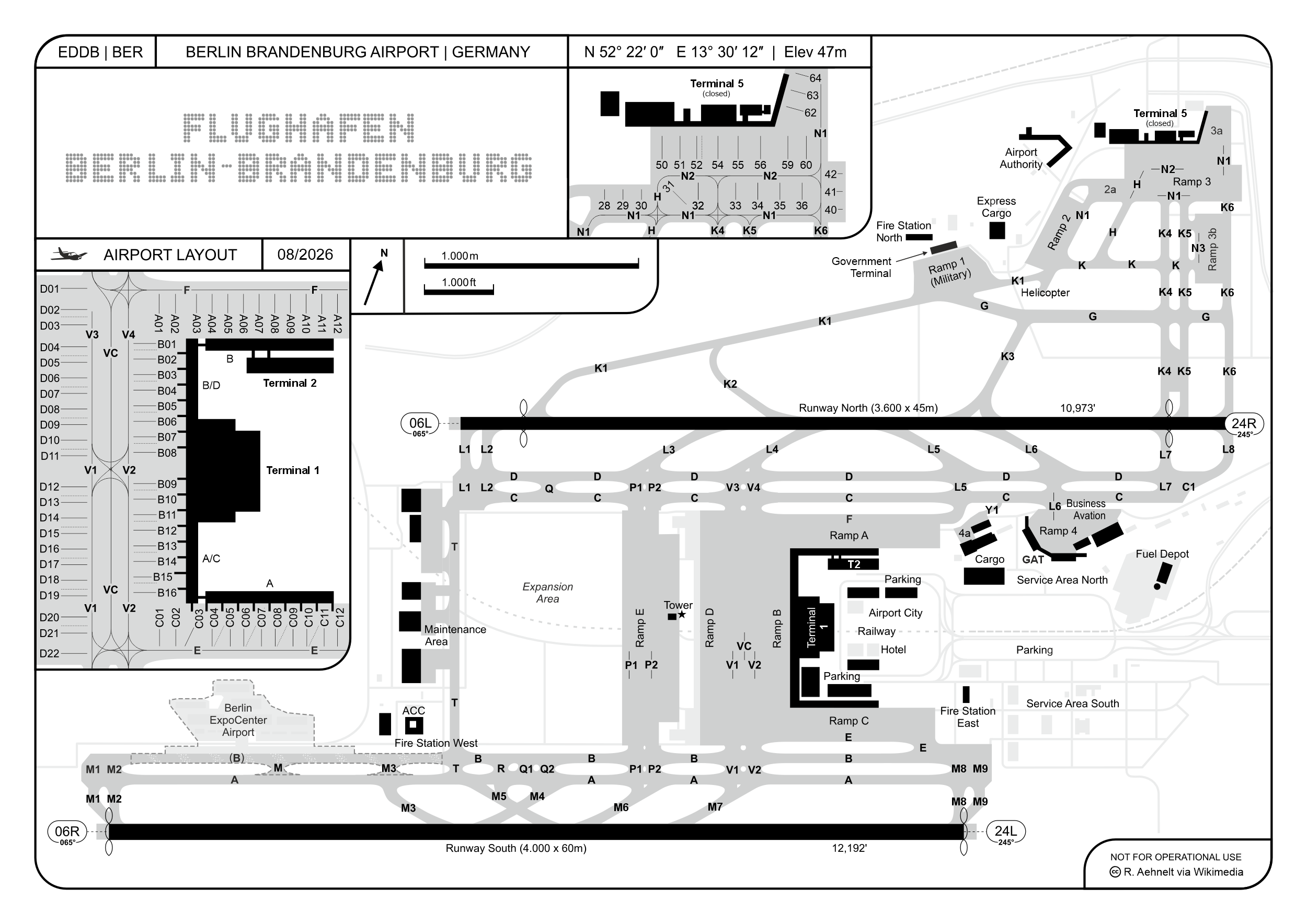
Gelände des BER mit Vorfeldern, Roll-/Landebahnen und Flughafenanlagen

Der Flughafen Berlin Brandenburg verfügt über zwei parallele Start- und Landebahnen: 06L/24R und 06R/24L. Die beiden Start- und Landebahnen wurden am 3. Oktober 2024 umbenannt (vormals: 07L/25R und 07R/25L). Die Anpassung wurde durch die ständige Bewegung des Magnetfeldes der Erde notwendig. Dabei blieben die umgangssprachlichen Bezeichnungen „Nord-“ und „Südbahn“ erhalten. Der Abstand zwischen den Start- und Landebahnen beträgt 1900 m, der Versatz 1250 m. Damit können beide Start- und Landebahnen ohne Beeinträchtigungen durch Wirbelschleppen unabhängig voneinander betrieben werden. Alle Rollwege, Vorfelder und Start- und Landebahnen belegen eine Fläche von rund 1,7 km².
Die Nordbahn 06L/24R ist eine Übernahme der Südbahn des alten Flughafens Schönefeld. Dabei wurde sie entsprechend den ICAO-Standards von 3000 auf 3600 m verlängert. In den Jahren 2015 und 2016 wurde sie dann noch einmal saniert.
Die Südbahn 06R/24L wurde im Mai 2011 fertiggestellt. Im Juni 2012 wurden beide Rollbahnen für den Verkehr freigegeben, damals noch für den Betrieb des alten Flughafens.

### Terminal 1
Die Terminalanlagen und die Flugsteige befinden sich in der Mitte zwischen beiden Start- und Landebahnen. Das Hauptgebäude ist 220 m breit, 180 m lang und 32 m hoch, seine Bruttogrundfläche beträgt 360.000 m². Der Zentralbau hatte bei der Fertigstellung eine Kapazität von 30 Millionen Passagieren im Jahr. Es wurden im Endzustand 150.000 m³ Beton und 28.000 Tonnen Stahl verbaut. Die Inbetriebnahme des Terminals 1 erfolgte am 31. Oktober 2020.
Der U-förmige Terminalkomplex in der Art eines Midfield Terminals umfasst den 715 m langen, dem Terminal vorgelagerten Hauptpier (an Vorfeld B) mit 16 Parkpositionen für Kurz- und Mittelstreckenflugzeuge, bzw. acht für Großraumflugzeuge. Der Hauptpier verfügt über 16 doppelgeschossige Fluggastbrücken (eine von diesen ist speziell für die Abfertigung des Airbus A380 vergrößert). Der Südpier am Vorfeld C ist 350 m lang und mit neun eingeschossigen Fluggastbrücken ausgestattet.
Der ebenso lange Nordpier (an Vorfeld A) verfügt über weniger Ausstattung als der Rest des Terminals und keine Fluggastbrücken, um den Anforderungen der dort platzierten Billigfluggesellschaften Rechnung zu tragen. Das davor errichtete Terminal 2 ist für den Betrieb der Billigfluggesellschaften optimiert, mit automatisierter Gepäckaufgabe und vom Hauptterminal unabhängiger Gepäcksortierung.
Ausgestattet ist die Terminalanlage mit zehn Check-in-Inseln, bestehend aus insgesamt 118 Check-in-Schaltern und rund 120 Check-in-Automaten. Die Flächenzumessung ist so berechnet, dass 6500 Passagiere pro Stunde ohne Bedrängnis und größere Schlangenbildung abgefertigt werden können.

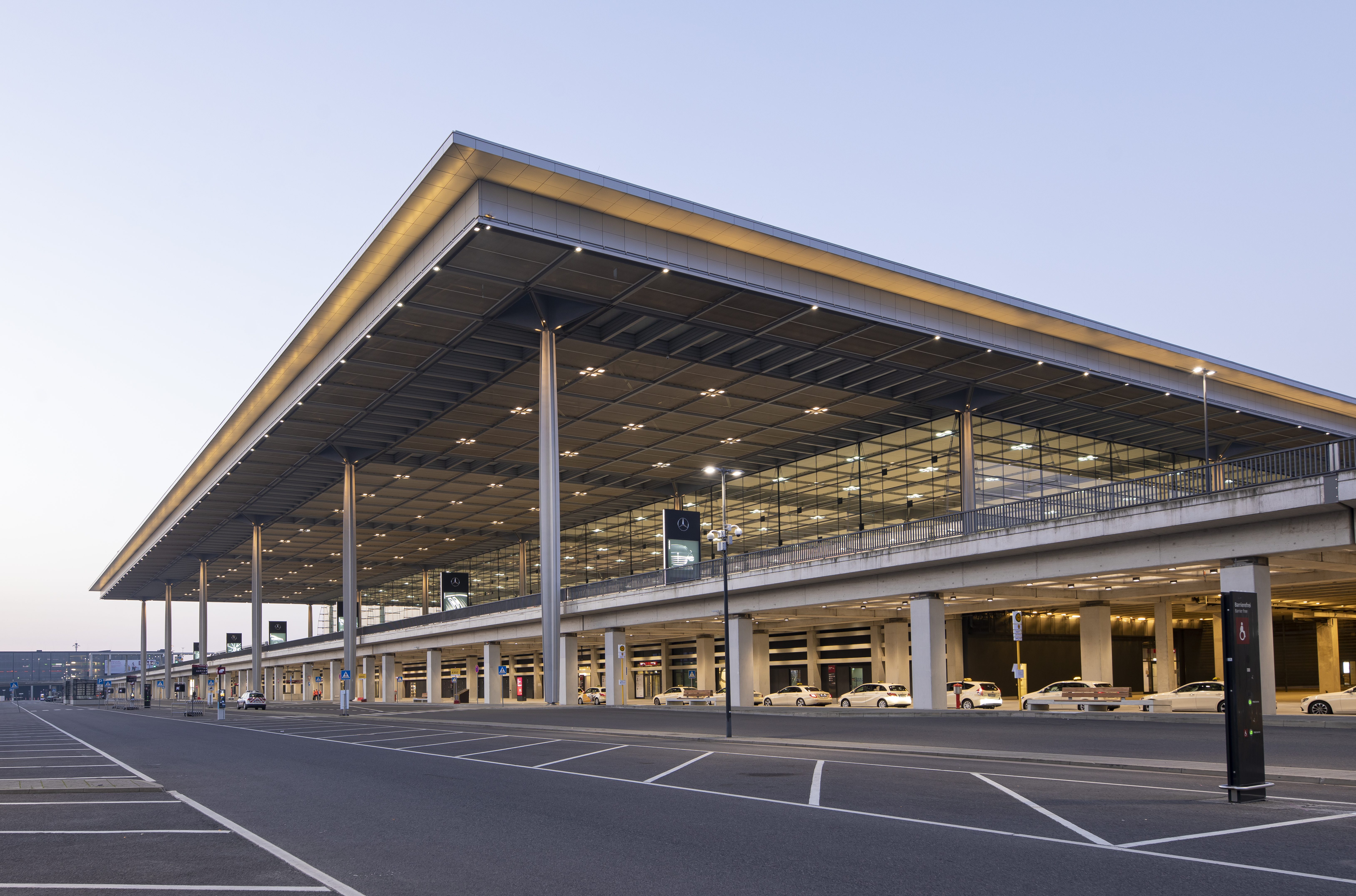
Hauptterminal T1 des BER
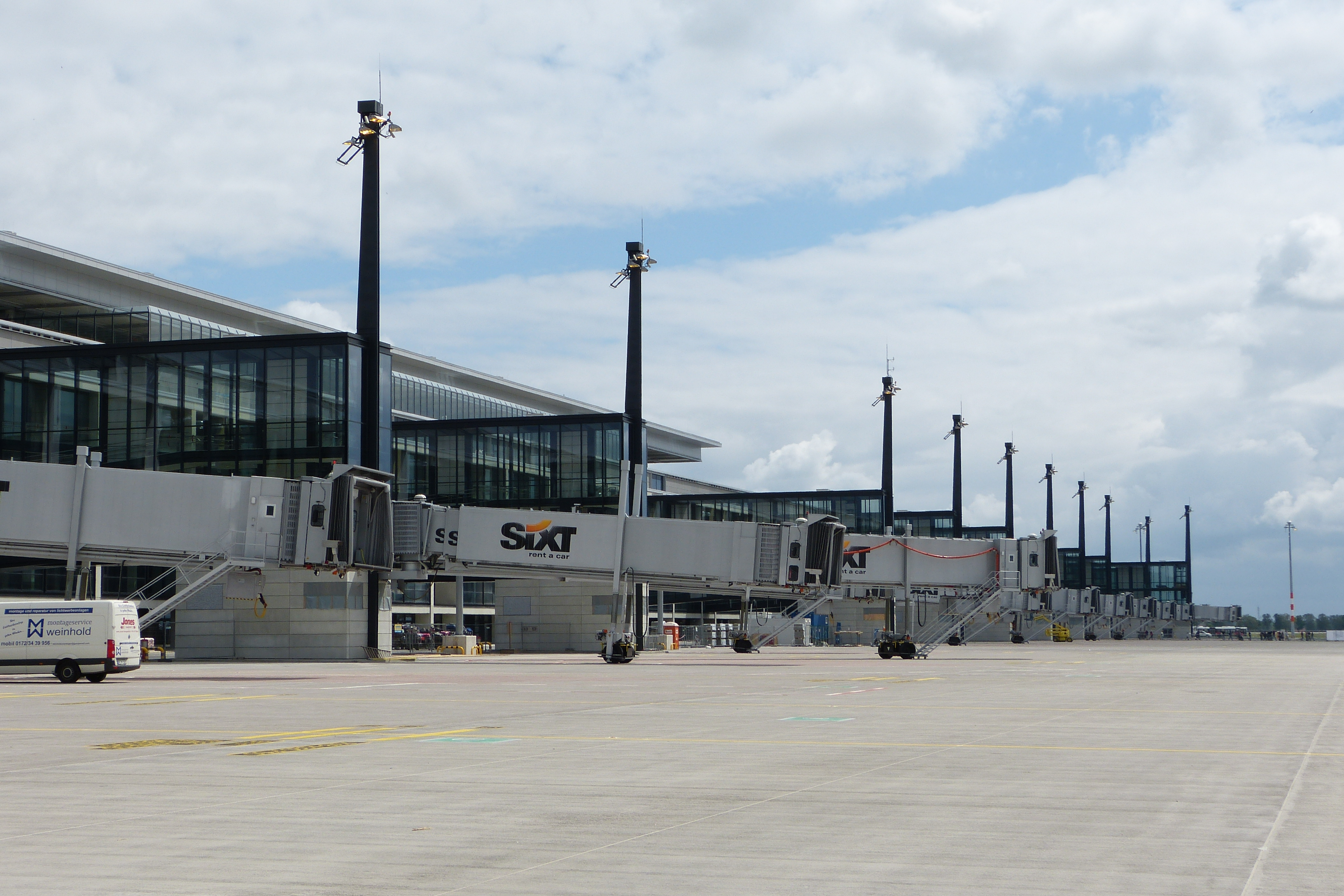
Fluggastbrücken und Vorfeld am Hauptpier
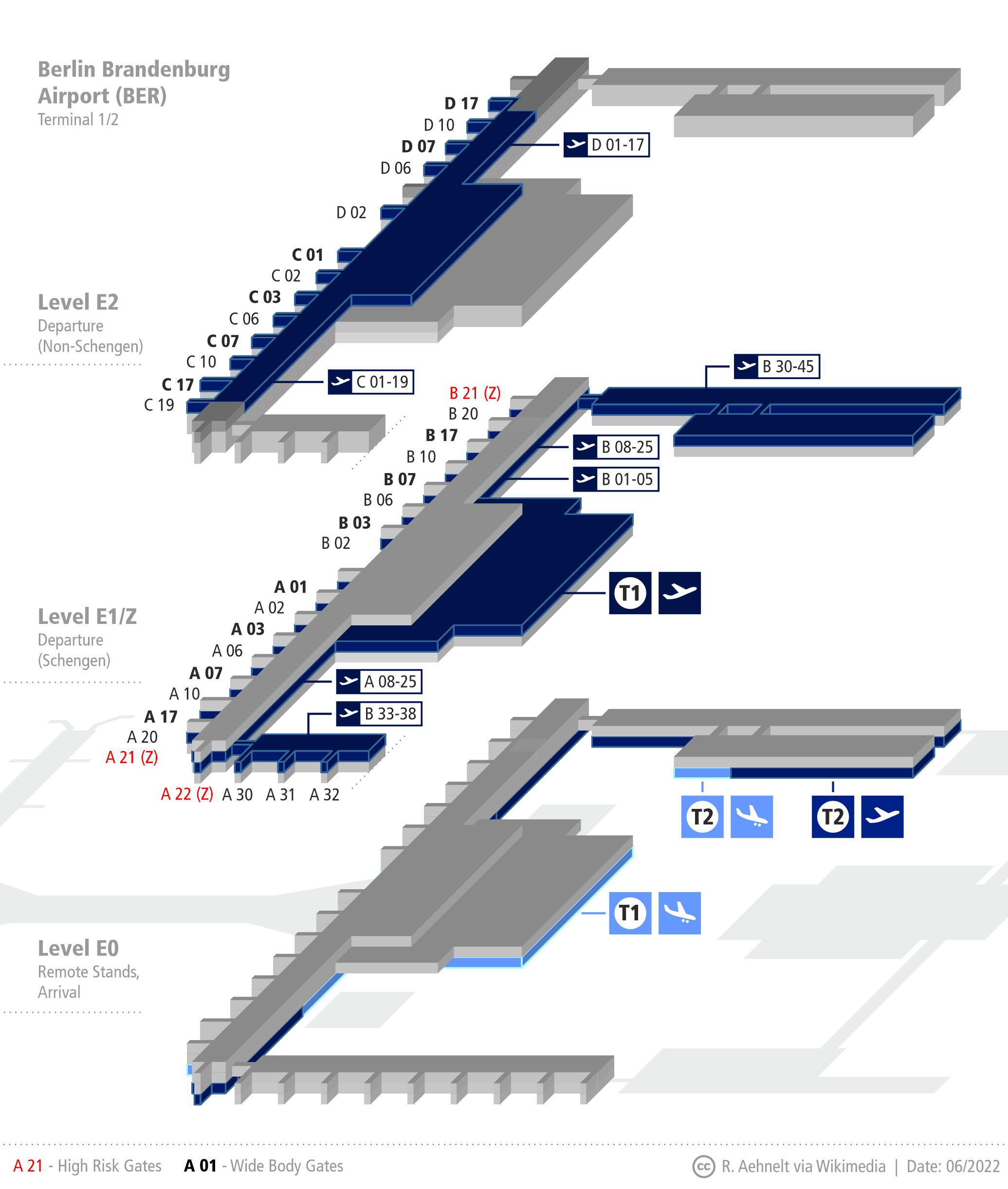
Aufbau von Terminal T1
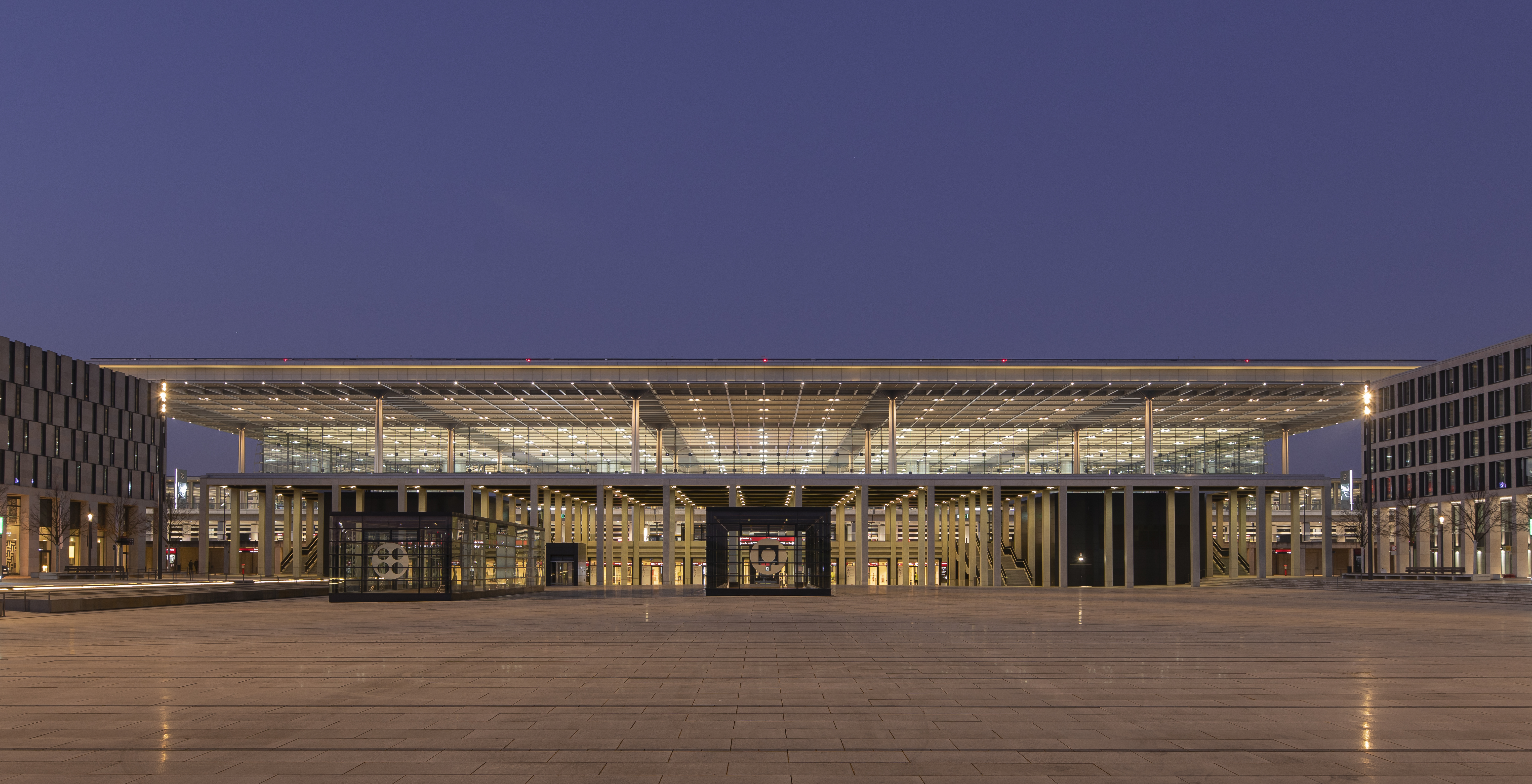
Terminal 1 vom Willy-Brandt-Platz

Der Abflugbereich des Hauptgebäudes ist in sechs Bereiche eingeteilt:
- A 01–25, bzw. B 01–25 (Hauptpier, Ebene 1 – Schengen)
- C 01–19, bzw. D 01–17 (Hauptpier, Ebene 2 – Non-Schengen)
- A 30–38 (Südpier) und B 30–45 (Nordpier; auch Terminal 2)

Für Reisende und Flughafenbedienstete befinden sich auf der Ebene 2 im Terminal in zwei Räumen eine Kapelle und ein Raum der Stille. Den Gestaltungswettbewerb hatte das Architekturbüro Gerkan, Marg und Partner (gmp) gewonnen. Die schwarz-weißen Querstreifen spielen mit Lichtverhältnissen, die Kapelle wird mit einem schlichten Altar ohne Kreuzeszeichen ausgestattet. Die Räumlichkeiten dienen als gleichberechtigte Rückzugsorte für Menschen aus verschiedensten Kulturen und Religionen. Diese Einrichtungen sowie ein gemeinsam mit dem Sozialdienst des Flughafens genutzter Schalter werden von der ökumenischen Flughafenseelsorge betreut.

### Terminal 2

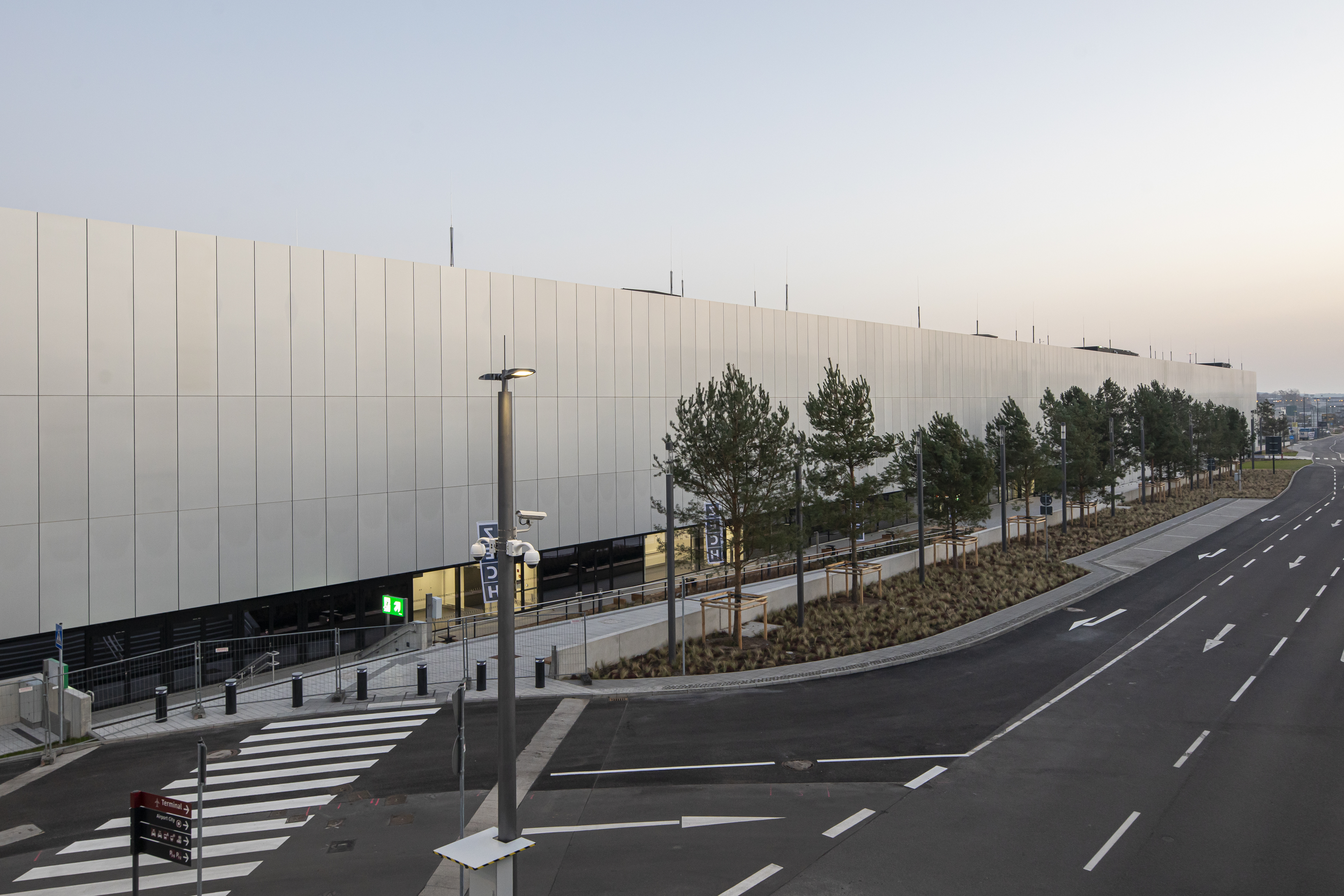
Terminal 2

Zur Erhöhung der Flughafenkapazität wurde südlich des Terminals 1 – Nordpier der Terminal 2 mit 240 m Länge, 40 m Breite und 15 m Höhe errichtet. Diese Ergänzung beinhaltet 16 Check-in-Schalter sowie einen Großgepäckschalter im Erdgeschoss, acht Sicherheitslinien im Obergeschoss und hat eine direkte Verbindung zum Nordpier des Terminals 1. Da der Terminal 2 damit über keine eigenen Gates verfügt, sondern ausschließlich als Direktzugang zu den Gates B 30–45 dient, kann er zusammen mit der einfacheren Ausstattung als Low-Cost-Terminal bezeichnet werden. Er hat eine Kapazität von sechs Millionen Passagieren pro Jahr. Der Bau des Terminals erfolgte von 2017 bis 2020, dessen Inbetriebnahme wegen des allgemein geringen Flugverkehrsaufkommens im Zusammenhang mit der COVID-19-Pandemie allerdings erst zum Sommerflugplan 2022. Hauptnutzer des Terminals sind die Fluggesellschaften Ryanair und Wizz Air.

### Bodenabfertigung

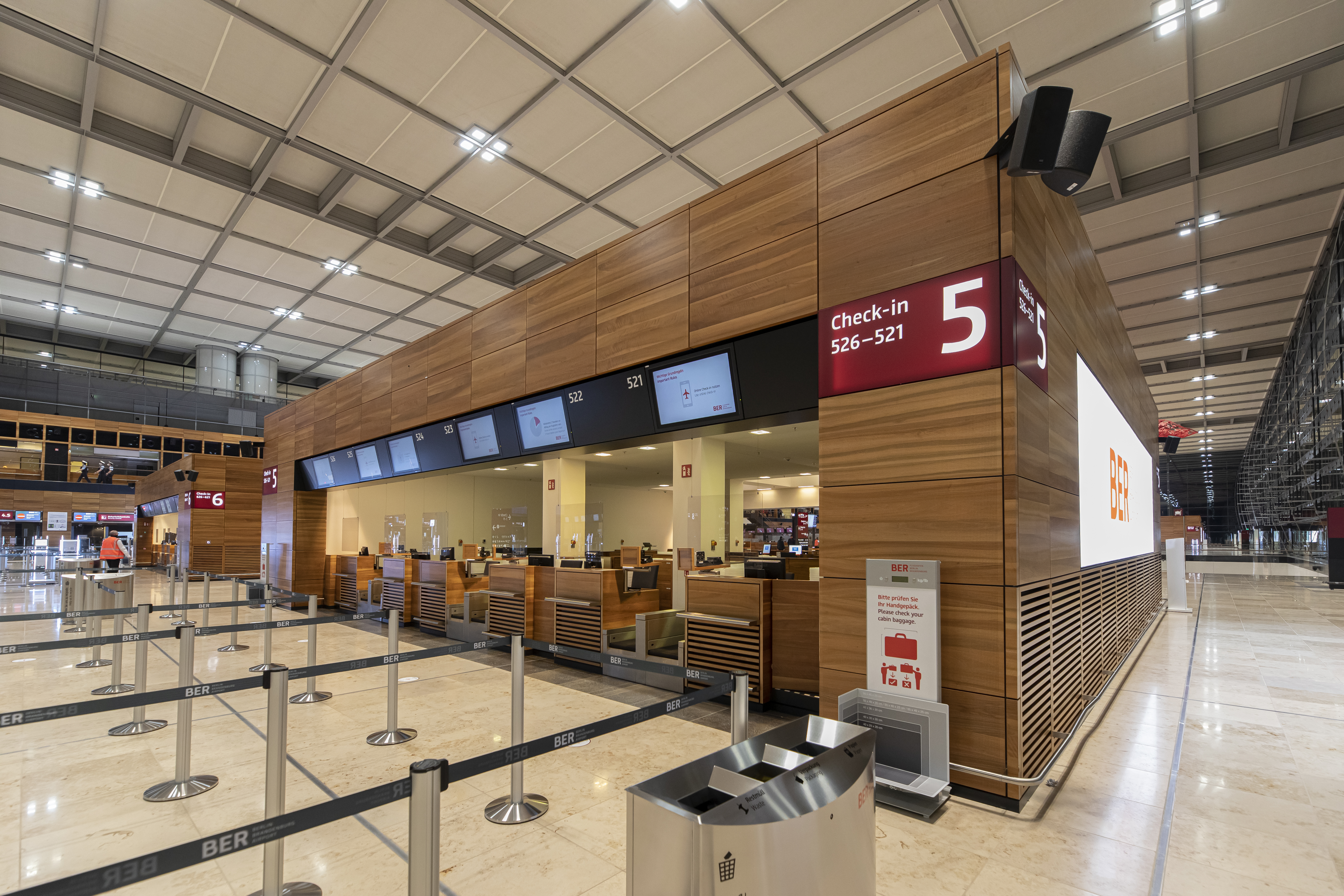
Check-in-Schalter

Zum Einchecken stehen Check-in-Inseln mit 118 Schaltern zur Verfügung. Eine automatische Gepäckförderanlage, die rund 15.000 Gepäckstücke in der Stunde sortieren kann, ist im Terminal 1 integriert.
Check-in und Boarding werden unter anderem von WISAG Transport Services, AeroGround Berlin, GSRM, Swissport, ICTS und BAS durchgeführt. Die Personen- und Gepäckkontrollen sollen von Securitas Deutschland durchgeführt werden. Dafür stehen 36 Sicherheitsschleusen mit Flüssigkeitsscannern zur Verfügung. Die Bodenabfertigung wird durch WISAG, AAS Airline Assistance Switzerland sowie Swissport durchgeführt (Stand: 2020). Die Kraftstoffversorgung mit Kerosin erfolgt durch Shell und TotalEnergies. Weitere Bodendienste wie zum Beispiel Reinigung und der Vor-Ort-Passagiertransport werden durch WISAG, AeroGround Berlin, Sasse, Klüh und andere Dienstleister gewährleistet.

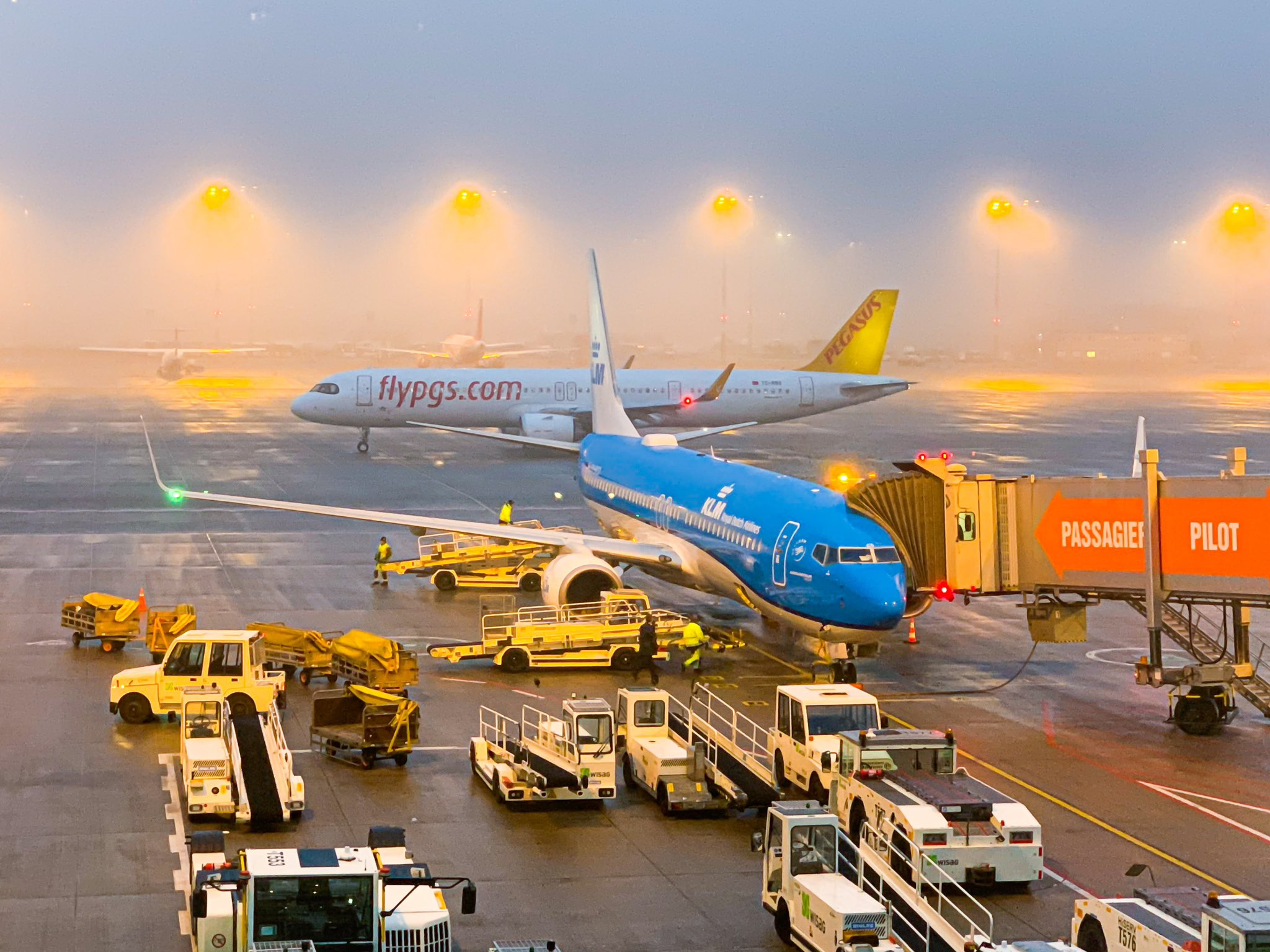
Abfertigung eines Flugzeuges an Terminal 1

Seit dem 1. Januar 2024 ist die Flughafen Berlin Brandenburg GmbH (FBB) eigenverantwortlich für die hoheitlichen Aufgaben der Passagier- und Gepäckkontrollen zuständig. Sie hat damit die Organisation, Steuerung, Durchführung und Finanzierung der Luftsicherheitskontrollen gemäß § 5 LuftSiG von der Bundespolizei übernommen. Die Bundespolizei nimmt als zuständige Behörde weiterhin die Fachaufsicht über die Luftsicherheitskontrollmaßnahmen am Flughafen wahr. Die Passagier- und Gepäckkontrollen führt die Securitas Aviation Service GmbH & Co. KG durch.
Begonnen im Jahr 2023 ist der Terminal 2 seit März 2024 komplett auf neue CT-Scanner des Typs Hi-Scan 6040 CTiX von Smiths Detection für die Gepäckkontrollen umgestellt. Für die Sicherheitskontrollstellen in Terminal 1 ist der Abschluss der Umstellung auf die neuen Scanner bis 2025 geplant. Die CT-Scanner ermöglichen es den Passagieren, Elektronische Geräte wie Laptops und Flüssigkeiten in erlaubtem Umfang in ihren Taschen zu lassen, was die Kontrollen deutlich beschleunigen kann.

### Regierungsflughafen / Militärischer Teil
Die Flugbereitschaft des deutschen Verteidigungsministeriums verfügt am Standort seit 2020 über eine Fläche von 16 Hektar und einen 79 Millionen Euro teuren Interimsterminal. Von dort gehen die Regierungsflüge der deutschen Politiker aus. Auch Staatsempfänge hält die Deutsche Bundesregierung dort ab. Als erste landete hier die damalige Deutsche Landwirtschaftsministerin Julia Klöckner.

### Flugsicherung

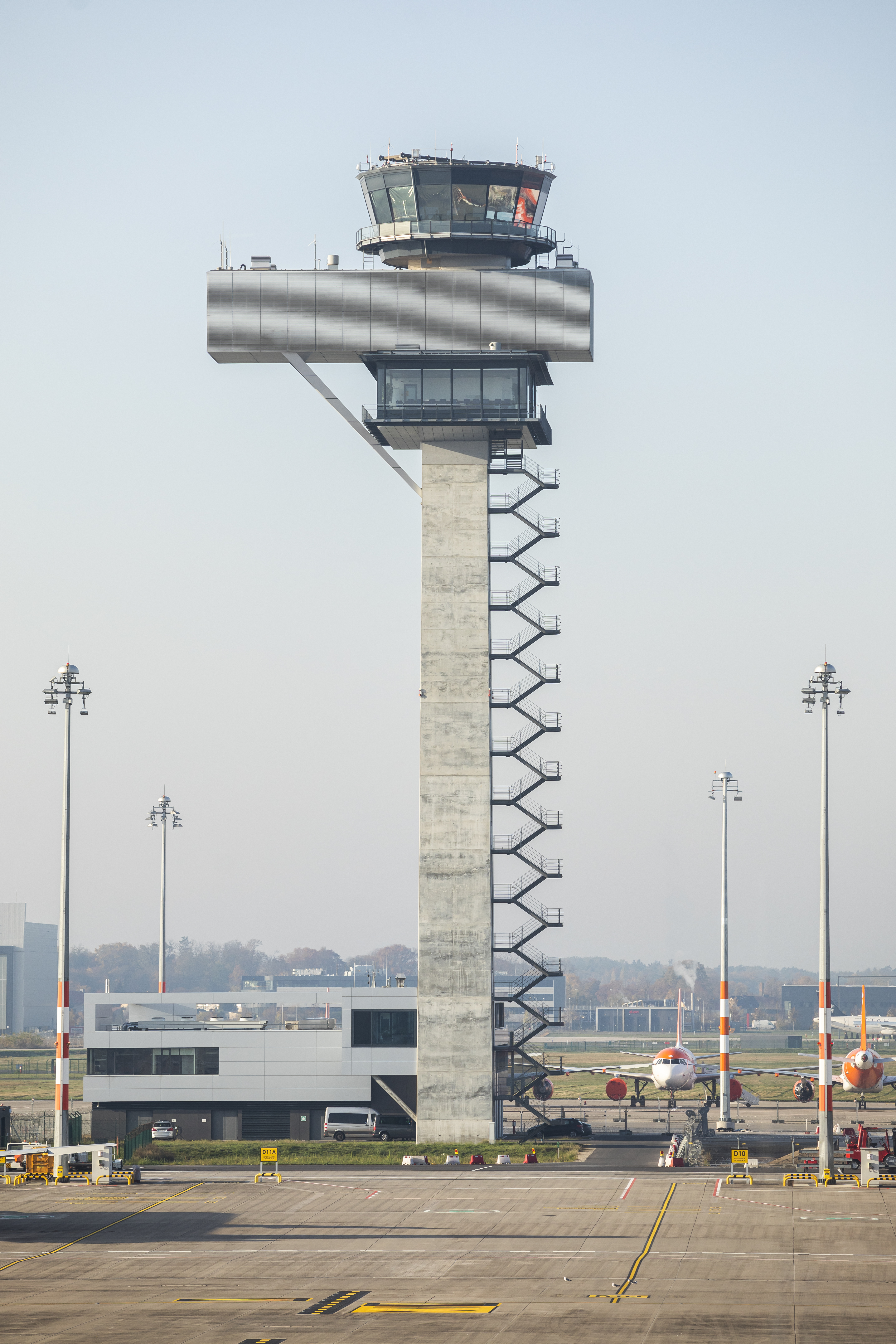
Turm der Deutschen Flugsicherung

Die Deutsche Flugsicherung hat ihre Niederlassung im Tower des Flughafens. Dieser wurde in seiner Bauart streng an den technischen Anforderungen eines Flughafens ausgerichtet. Seine elliptische Turmkanzel mit vier Tragstützen bietet Platz für elf Mitarbeiter und ist mit 72 Metern der dritthöchste Flughafenkontrollturm in Deutschland. Die DFS betreibt dort auch die ebenfalls in der Towerkanzel untergebrachte Flughafen-Vorfeldkontrolle. Die Kosten für den Turm betrugen rund 35 Millionen Euro.
Daneben bietet der Komplex Räume für die Niederlassungsverwaltung, Konferenzräume, Aufenthalts- und Ruheräume, Umkleidemöglichkeiten mit Duschen sowie einen Fitnessraum für die Mitarbeiter. Für spätere Flughafenerweiterungen werden weitere Kontrollräumlichkeiten unterhalb der Kanzel vorgehalten. Bereits im März 2012 wurde der Tower in Betrieb genommen.

### Andere Bereiche
Für die Flüge der allgemeinen Luftfahrt (Lehr-, Privat- und Geschäftsfliegerei) wird vor allem der Nordteil des Flughafens genutzt. Dafür stehen die Flächen der Ramp 1, 3 und insbesondere 4 zur Verfügung. Dort befindet sich auch das Abfertigungsgebäude für die allgemeine Luftfahrt (General Aviation Terminal – GAT).
Für den Frachtgutbereich ist ein Modul im Midfield-Bereich für eine Kapazität von jährlich 100.000 Tonnen entstanden. Insgesamt könnte der Flughafen bei Bedarf auf eine planfestgestellte Kapazität von bis zu 600.000 Tonnen Fracht jährlich ausgebaut werden.
Die Lufthansa Technik AG hat am Flughafen einen Hangar zur Wartung von entweder fünf Kurz- oder Mittelstreckenflugzeugen oder einem Großraumflugzeug vom Typ Airbus A340 errichtet. Auf dem Nachbargelände baute die inzwischen insolvente Fluggesellschaft Air Berlin eine Wartungshalle, die mit 12.000 m² Platz für bis zu vier Flugzeuge vom Typ Airbus A320 bietet.

### Passagierleitsystem

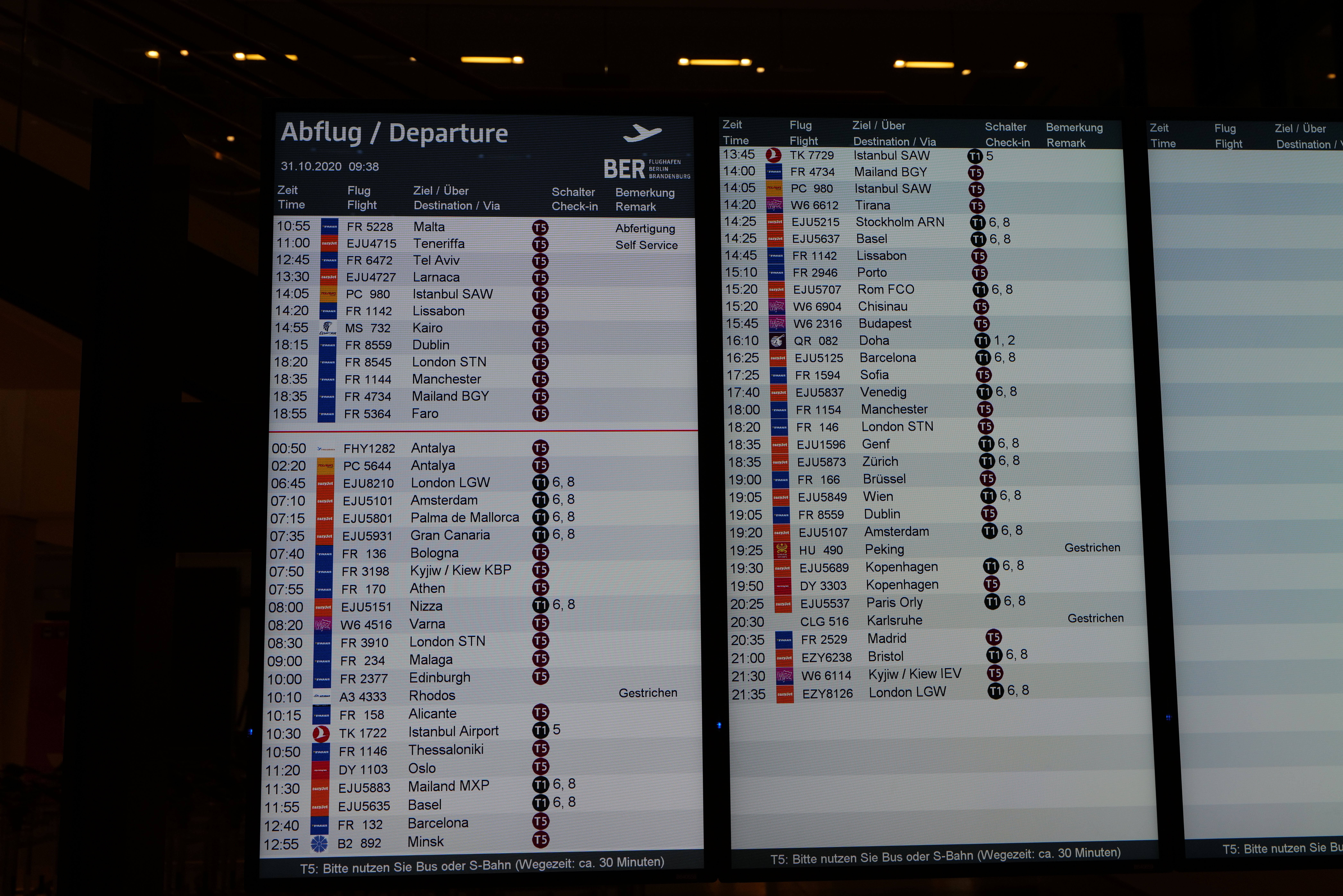
Display für Abfluginformationen

Das Erscheinungsbild des Flughafens und seiner Dachmarke, der Flughafengesellschaft FBB (Logo, Schriften, Piktogramme etc.), wurde von Realgestalt und das dazugehörige Leitsystem (insbesondere die Beschilderung) von Moniteurs Berlin entworfen, und 2012 eingeführt. Als Farben dominieren Orangerot, eingesetzt hauptsächlich für Printartikel des Flughafens, und Purpurrot, eingesetzt primär für die Beschilderung. Sekundärfarben sind Weiß (z. B. Hintergrundfarbe für Straßenbeschilderung) sowie Grautöne und Blau als Akzentfarbe. Die über 3000 Schilder werden in Wände eingearbeitet, bzw. als stehende Wegweiser umgesetzt. Im Gegensatz zu vielen anderen Flughäfen haben sich die Planer hier gegen hängende Elemente entschieden.
Die Straßenbeschilderung im Bereich des Flughafens ist mit Piktogrammen und Farben ebenfalls mit in das einheitliche Erscheinungsbild einbezogen. Von der Agentur Realgestalt wurde für den typografischen Auftritt des Flughafens in Zusammenarbeit mit Alexander Branczyk für die Hausschrift eine komplette Schriftfamilie entworfen, BER Sans und BER Serif, die sowohl in den Printmedien als auch in der Beschilderung und in den Anzeigetafeln zum Einsatz kommt.
Ansagen über Lautsprecher sind auf ein Minimum reduziert und finden fast ausschließlich direkt am Gate statt. Damit soll der Aufenthaltsstress durch redundante/nicht relevante Durchsagen für die Passagiere so gering wie möglich gehalten werden.

## Flugverkehr

### Passagierverkehr

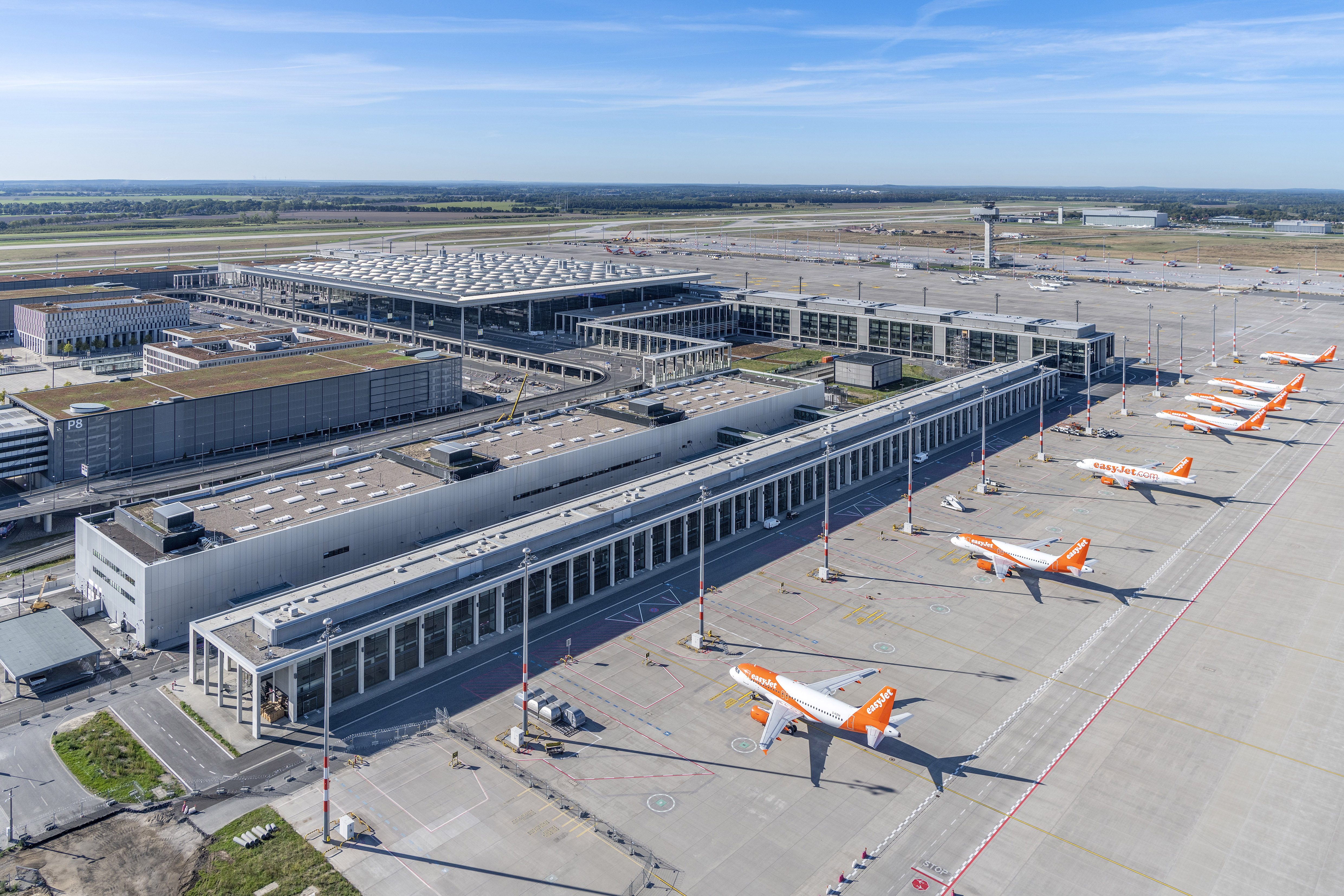
easyJet am Terminal 2

Am Flughafen Berlin Brandenburg wurden 2023 die meisten Passagiere von den Fluggesellschaften Ryanair (19 % Marktanteil), easyJet (17 % Marktanteil), Lufthansa, Eurowings, Turkish Airlines, Swiss, British Airways, KLM, Austrian Airlines und SunExpress befördert. Auch die Fluggesellschaften Condor und Sundair bedienen Strecken vom BER. Einzelne Langstrecken-Ziele werden von ein paar anderen Fluggesellschaften angeboten. Außerdem gibt es viele Flüge zu verschiedenen Luftfahrt-Drehkreuzen.
Im Jahr 2023 wurden 176.649 Flugbewegungen registriert, was durchschnittlich gut 480 An- und Abflügen am Tag entspricht. Der verkehrsreichste Tag des Flughafens war der 27. September 2024 mit 99.579 Passagieren.

### Frachtverkehr
Der Luftfrachtterminal des Flughafens ist seit 2013 in Betrieb. Von hier aus bestehen Verbindungen nach Köln/Bonn, wo UPS sein Europa-Drehkreuz betreibt, sowie zu anderen westeuropäischen Zielen. Der Schwerpunkt liegt auf Expressfracht. Zusätzlich betreibt das Deutsche Rote Kreuz am Flughafen ein Zentrum für Hilfsgüter.

### Betriebszeiten

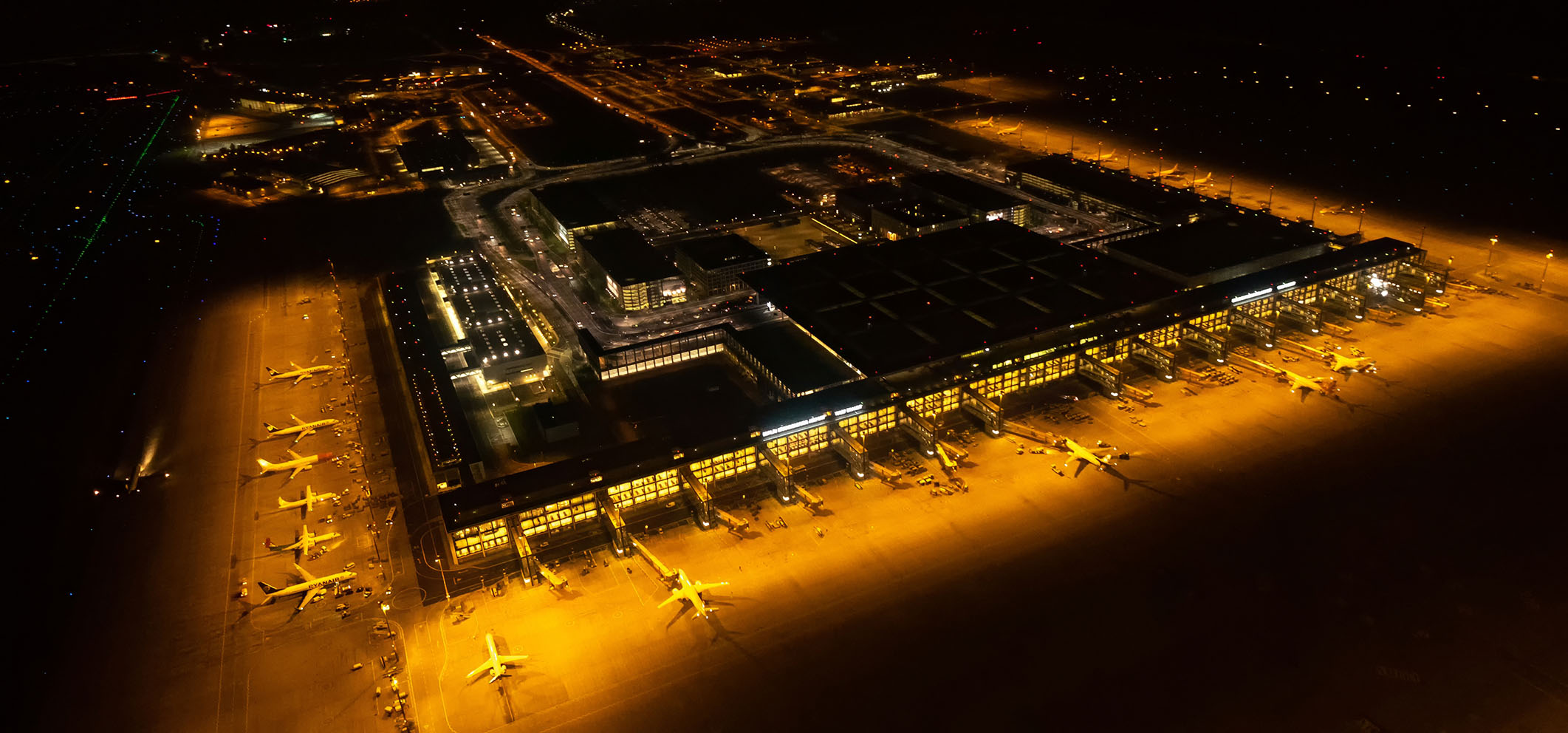
BER Betrieb am Abend

Die Betriebszeit des Flughafen Berlin Brandenburg ist ganzjährig auf die Zeit von 5:30 bis 23:30 Uhr festgelegt. Von 23:30 bis 5:30 Uhr dürfen keine Luftfahrzeuge starten oder landen (Nachtflugverbot). Hiervon sind unter anderem der Regierungs- und Militärflugverkehr, medizinische Hilfseinsätze sowie Not- und Ausweichlandungen vollständig ausgenommen. Je nach Uhrzeit oder Wochentag gibt es zusätzliche Ausnahmen unter anderem für den Luftpostverkehr sowie für verspätete Starts und Landungen. Darüber hinaus gelten in der Zeit zwischen 22 und 6 Uhr für bestimmte Starts und Landungen geringere Grenzwerte bezüglich des verursachten Lärms.

### Flugrouten

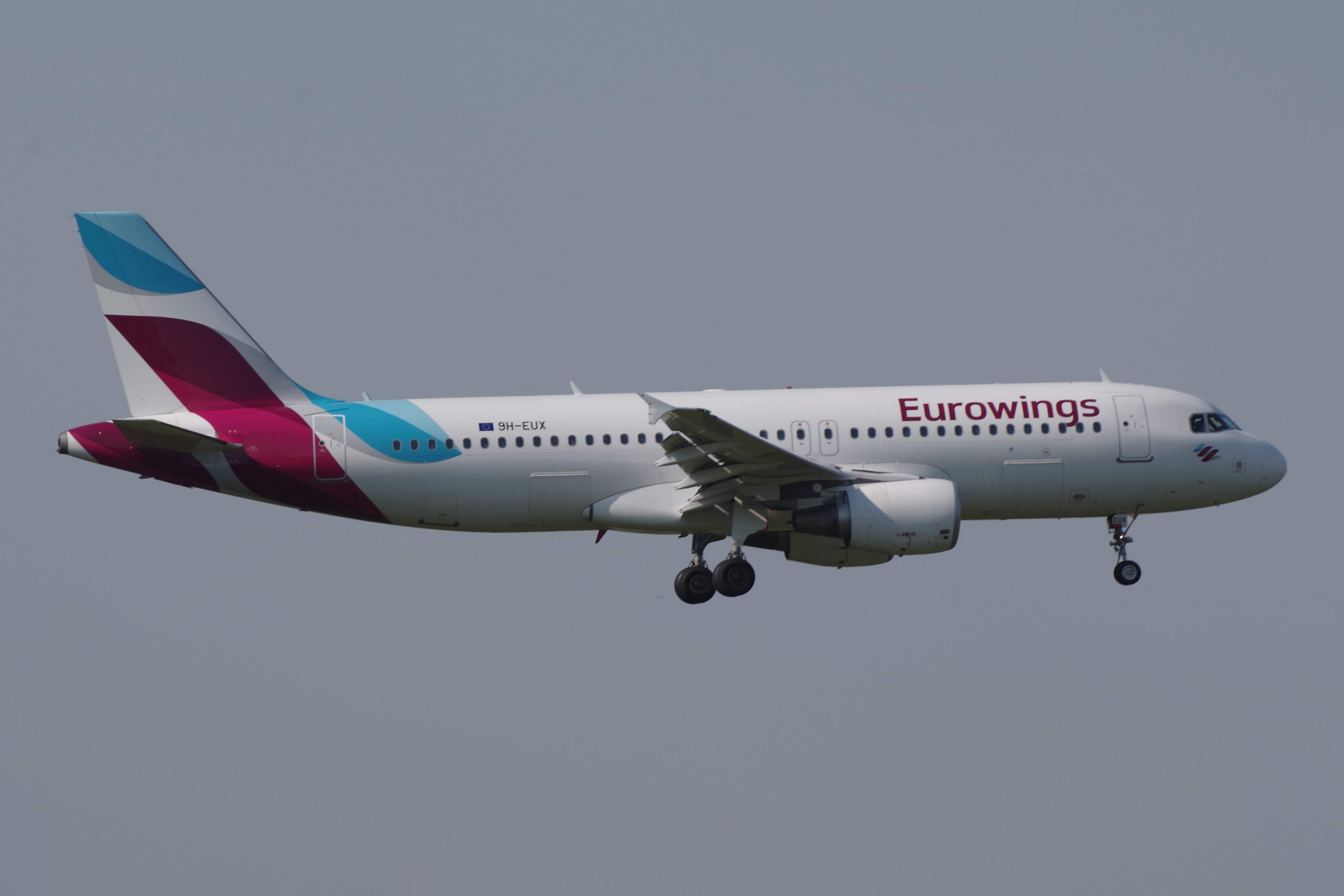
Airbus A320 im Landeanflug

Im September 2010 veröffentlichte die Deutsche Flugsicherung erstmals die geplanten Abflugrouten für den Flughafen. Nach der Planung der Deutschen Flugsicherung sollten drei der vier Abflugrouten um etwa 15° von einer geraden Linie abweichen. Die nordwestliche Route sollte entlang der Berliner Stadtgrenze nahe Lichtenrade, Teltow, Stahnsdorf, Kleinmachnow und Steglitz-Zehlendorf sowie über Potsdam führen.
Nach Protesten von Bürgerinitiativen kam es zu Beratungen der Genehmigungsbehörde sowie des Bundesaufsichtsamtes für Flugsicherung und der Flugsicherungsorganisation über Maßnahmen zum Schutz gegen Fluglärm und gegen Luftverunreinigungen durch Luftfahrzeuge. Resultat war ein Verzicht auf den Überflug Potsdams. Auf Initiative dieser Fluglärmkommission wurde auch die neue „Müggelseeroute“ eingeführt. Am 26. Januar 2012 gab das Bundesaufsichtsamt für Flugsicherung die endgültigen Abflugstrecken für den Flughafen bekannt.
Damit wurde auch die sogenannte „Hoffmannkurve“ als Flugroute für die Südbahn festgeschrieben, bei der die Flugzeuge unmittelbar nach dem Abheben eine Rechtskurve in Richtung Schönefelder Kreuz fliegen und dann weiter Kurs nehmen auf die Wegpunkte GORIG bzw. LULUL (Abflugrouten GORIG 1B und LULUL 1B). Das BAF hat die Hoffmannkurve für die Südbahn bei der Inbetriebnahme des BER mit AIRAC AMDT, AIP AIC VFR 04/20 und AIP 13/20 mit Gültigkeit ab dem 4. November 2020 festgelegt.

### Entwicklung der Verkehrszahlen
|      | Flug- bewegungen | Änderung zum Vorjahr | Passagier- zahlen | Änderung zum Vorjahr | Frachtgut (Tonnen) | Änderung zum Vorjahr |
| ---- | ---------------- | -------------------- | ----------------- | -------------------- | ------------------ | -------------------- |
| 2018 | 293.247          | 0 n.b.               | 34.726.367        | 0 n.b.               | 40.204             | n.b.                 |
| 2019 | 288.979          | 0− 1,5 %             | 35.645.005        | 0+ 2,6 %             | 34.854             | − 13,3 %             |
| 2020 | 105.309          | − 63,6 %             | 09.097.788        | – 74,5 %             | 22.016             | − 36,8 %             |
| 2021 | 105.740          | 0+ 0,4 %             | 09.947.006        | 0+ 9,3 %             | 27.437             | + 24,6 %             |
| 2022 | 164.293          | + 55,4 %             | 19.846.114        | + 99,5 %             | 31.827             | + 16,0 %             |
| 2023 | 176.649          | 0+ 7,5 %             | 23.071.865        | + 16,3 %             | 34.038             | 0+ 6,9 %             |
| 2024 | 191.718          | 0+ 8,5 %             | 25.465.872        | + 10,4 %             | 44.275             | 0+ 30 %              |

Im Jahr 2019 hatten die Flughäfen Tegel und Schönefeld ein Passagieraufkommen von 35,6 Millionen. Damit war Berlin nach Passagieraufkommen der drittgrößte Flughafenstandort Deutschlands hinter Frankfurt und München.

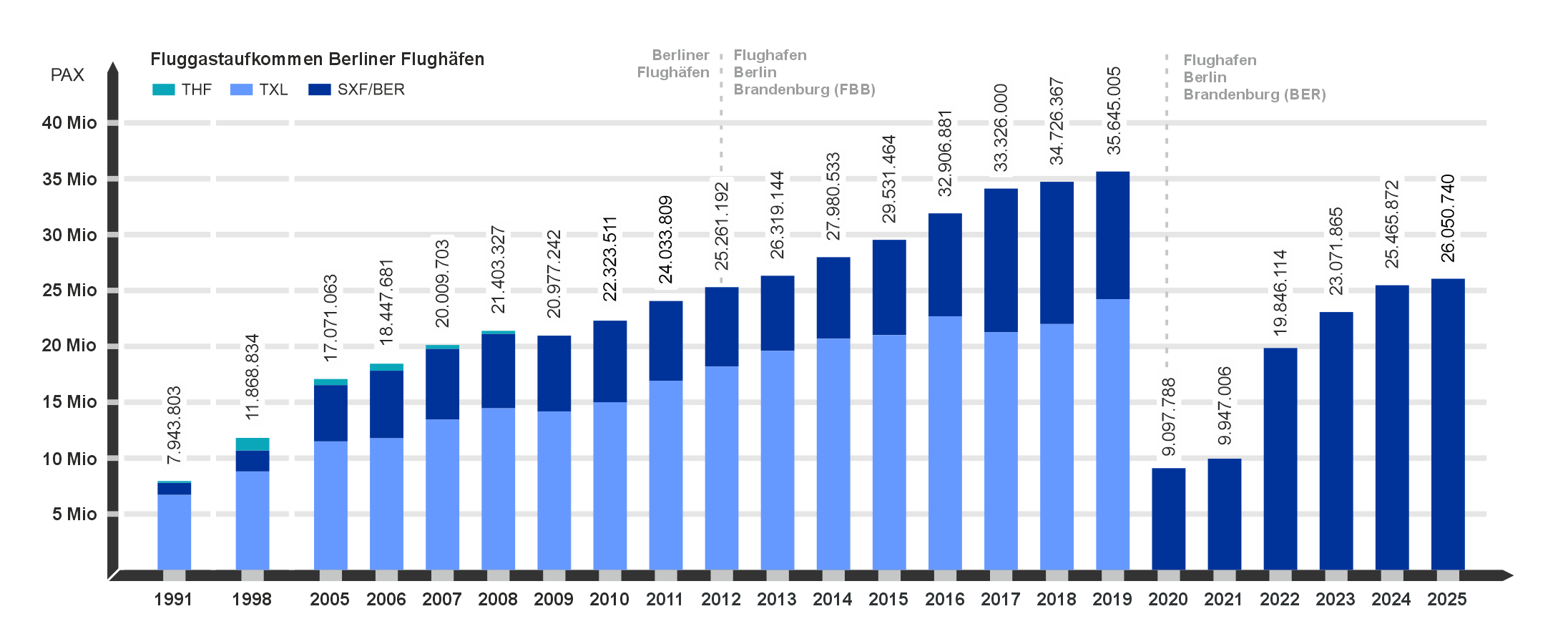
Entwicklung der Passagierzahlen der Berliner Flughäfen von 1991 bis 2024

Das Originäraufkommen an Passagieren (gezählt werden hierbei die Passagierzahlen ohne Umsteiger) am Flughafenstandort Berlin war 2016 das höchste in Deutschland.
Die technische Kapazität der BER-Start- und Landebahnen beträgt 426.000 Flugbewegungen pro Jahr, was eine theoretische Abfertigung von über 50 Millionen Passagieren ermöglicht, soweit die vorhandenen Terminals entsprechend ausgebaut würden.
Der BER ist nach Frankfurt und München der passagierstärkste Flughafen Deutschlands.

### Verkehrsreichste Flugstrecken
Die nachfolgenden Tabellen geben die verkehrsreichsten Flugstrecken ab Berlin-Brandenburg an. Die Passagierzahlen 2020 und Starts 2020 beinhalten zudem die Flughäfen Berlin-Tegel und Schönefeld.
| Rang                                                             | Ziel                    | Passagiere 2021 | Veränderung | Passagiere 2020 | Starts 2021 | Veränderung | Starts 2020 |
| ---------------------------------------------------------------- | ----------------------- | --------------- | ----------- | --------------- | ----------- | ----------- | ----------- |
| 1                                                                | Frankfurt               | 287.443         | ▼0–5,80 %   | 305.126         | 2.456       | ▼–13,31 %   | 2.833       |
| 2                                                                | Palma de Mallorca       | 256.980         | ▲152,67 %   | 101.705         | 1.917       | ▲084,33 %   | 1.040       |
| 3                                                                | München                 | 178.388         | ▼–24,04 %   | 234.855         | 2.082       | ▼–22,40 %   | 2.683       |
| 4                                                                | Amsterdam               | 155.952         | ▲003,58 %   | 150.566         | 1.828       | ▲020,74 %   | 1.514       |
| 5                                                                | Zürich                  | 150.524         | ▼–20,77 %   | 189.982         | 1.354       | ▼–21,37 %   | 1.722       |
| 6                                                                | Antalya                 | 150.254         | ▲182,75 %   | 53.140          | 1.007       | ▲125,28 %   | 447         |
| 7                                                                | Paris Charles de Gaulle | 147.778         | ▲008,73 %   | 135.190         | 1.394       | ▲015,30 %   | 1.209       |
| 8                                                                | Istanbul                | 141.559         | ▲062,77 %   | 86.968          | 913         | ▲045,85 %   | 626         |
| 9                                                                | Istanbul-Sabiha Gökçen  | 118.825         | ▲066,19 %   | 71.499          | 848         | ▲051,43 %   | 560         |
| 10                                                               | Wien                    | 117.038         | ▼0–4,08 %   | 122.015         | 1.283       | ▼0–8,81 %   | 1.407       |
| 11                                                               | Barcelona               | 108.003         | ▲050,45 %   | 71.786          | 739         | ▲019,19 %   | 620         |
| 12                                                               | Madrid                  | 97.972          | ▲039,77 %   | 70.095          | 738         | ▲028,80 %   | 573         |
| 13                                                               | Athen                   | 90.934          | ▲039,44 %   | 65.216          | 699         | ▲031,89 %   | 530         |
| 14                                                               | Stuttgart               | 83.189          | ▼–48,15 %   | 160.456         | 1.377       | ▼–33,70 %   | 2.077       |
| 15                                                               | Lissabon                | 80.658          | ▲020,35 %   | 67.022          | 708         | ▲018,99 %   | 595         |
| 16                                                               | Iraklio                 | 74.975          | ▲101,78 %   | 37.157          | 522         | ▲107,97 %   | 251         |
| 17                                                               | Kopenhagen              | 70.671          | ▲006,06 %   | 66.631          | 669         | ▲003,08 %   | 649         |
| 18                                                               | Köln/Bonn               | 68.324          | ▼–57,42 %   | 160.445         | 1.370       | ▼–38,78 %   | 2.238       |
| 19                                                               | Brüssel                 | 66.898          | ▼0–5,70 %   | 70.938          | 701         | ▼0–7,76 %   | 760         |
| 20                                                               | Düsseldorf              | 63.522          | ▼–57,51 %   | 149.485         | 947         | ▼–47,97 %   | 1.820       |
| In dieser Statistik sind nur Starts enthalten (keine Landungen). |                         |                 |             |                 |             |             |             |

| Rang                                                             | Ziel     | Passagiere 2021 | Veränderung | Passagiere 2020 | Starts 2021 | Veränderung | Starts 2020 |
| ---------------------------------------------------------------- | -------- | --------------- | ----------- | --------------- | ----------- | ----------- | ----------- |
| 1                                                                | Tel Aviv | 41.993          | ▼0–7,23 %   | 45.263          | 371         | ▲009,59 %   | 344         |
| 2                                                                | Hurghada | 38.744          | ▲159,84 %   | 14.911          | 265         | ▲170,41 %   | 98          |
| 3                                                                | Beirut   | 30.944          | ▲336,14 %   | 7.095           | 229         | ▲281,67 %   | 60          |
| 4                                                                | Doha     | 27.629          | ▼0–2,76 %   | 28.414          | 244         | ▲043,53 %   | 170         |
| 5                                                                | Kairo    | 13.134          | ▲037,20 %   | 9.573           | 160         | ▲056,86 %   | 102         |
| 6                                                                | Erbil    | 5.739           | –           | –               | 57          | –           | –           |
| In dieser Statistik sind nur Starts enthalten (keine Landungen). |          |                 |             |                 |             |             |             |

## Unternehmen

### Gesellschafter
Der Flughafen wird von der Flughafen Berlin Brandenburg GmbH betrieben und befindet sich damit vollständig in öffentlicher Hand. Eigentümer der GmbH sind mit je 37 % die Länder Berlin und Brandenburg sowie zu 26 % die Bundesrepublik Deutschland.

### Messen und Veranstaltungen

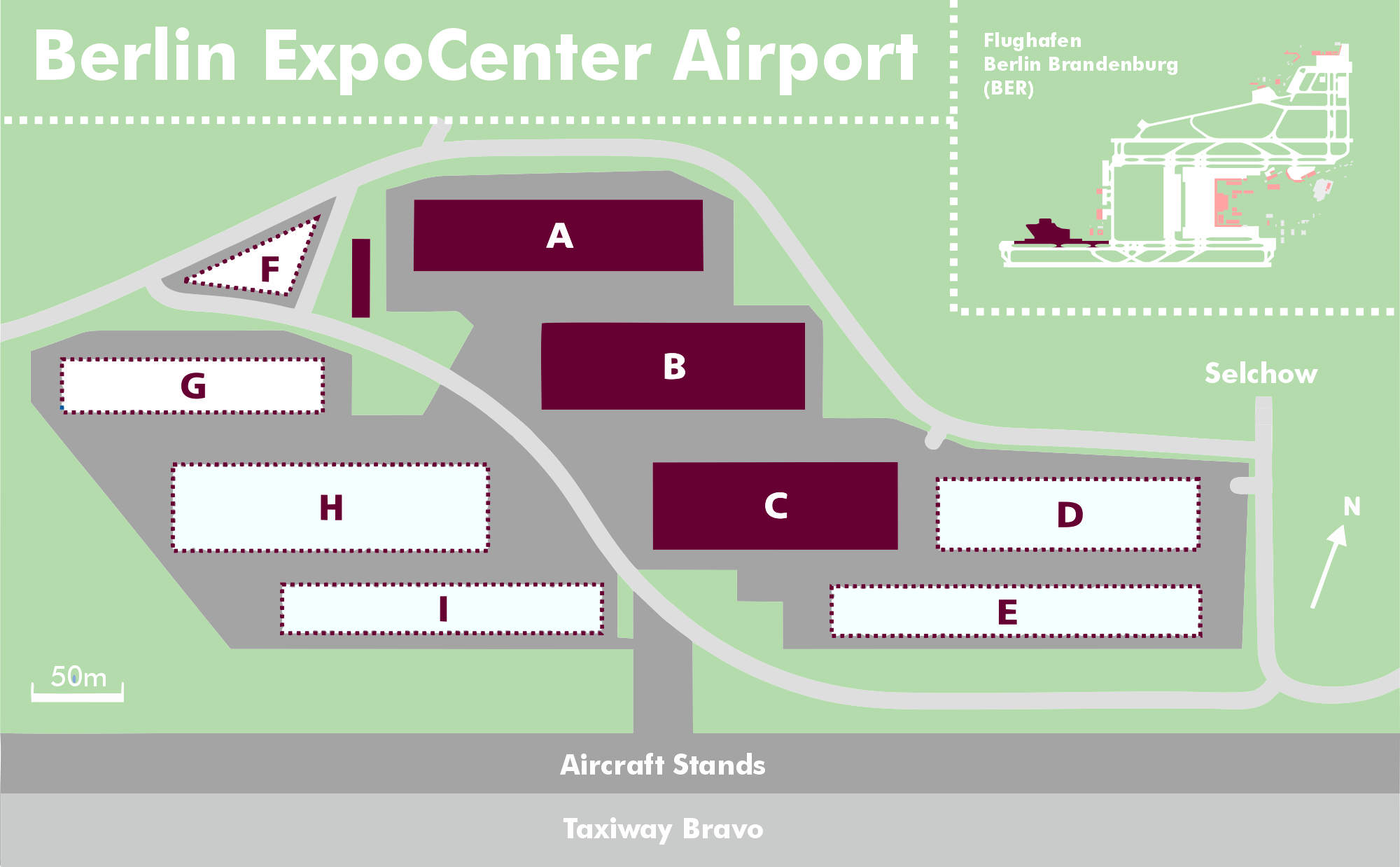
Lageplan des Berlin ExpoCenters Airport

Am Westrand des Flughafens entstand ab 2011 an das Veranstaltungs- und Messegelände Berlin ExpoCenter Airport der Messe Berlin. 2012 die Eröffnung statt. Auf dem Gelände wird unter anderem die zweijährlich stattfindende, weltweit drittgrößte Luft- und Raumfahrtausstellung ILA ausgerichtet. Dafür wurde eine Ausstellungsfläche von rund 250.000 m² hergestellt und mittels der Verlängerung der Rollbahn Bravo mit der Südbahn des Flughafens verbunden.

### Gewerbeflächen
Östlich der Flughafengebäude befindet sich die Airport City. Seit 2009 entwickelt sich dort ein 16 Hektar großes Büro-, Hotel-, Park-, Gastronomie- und Einzelhandelsgebiet.
Rund um das Flughafengelände sind weitere Gewerbeflächen ausgewiesen. Nordöstlich des Flughafens entwickelt sich der Business Park Berlin. Das 109 Hektar große überwiegend auf Berliner Gebiet liegende Areal bietet Platz für Gewerbe- und Industrieansiedlungen unterschiedlicher Branchen. Seit 2021 wird die Fläche vollständig von dem britischen Gewerbeparkbetreiber Segro vermarktet.

### Wirtschaftlichkeit
Bei der Betrachtung der Wirtschaftlichkeit von Infrastrukturbauten wie dem Flughafen Berlin Brandenburg kommen sowohl volkswirtschaftliche als auch betriebswirtschaftliche Berechnungen zum Zuge.
In einer ersten Kalkulation zum Neubau des Flughafens wurden 1995 Kosten von 1,1 Milliarden Mark prognostiziert (954 Millionen Euro). Mit Baubeginn des Terminals 2008 wurde mit Kosten von 2,4 Milliarden Euro kalkuliert. Im Jahr der geplanten Eröffnung 2012 wurden Kosten von wenigstens 4,5 Milliarden Euro angegeben, 2015 näherten sich die Prognosen der Marke von 6 Milliarden Euro. 2018 wurden die Gesamtkosten auf 7,3 Milliarden Euro geschätzt.
Der ehemalige Projektentwickler Wilfried von Aswegen kam in seinem 2014 veröffentlichten Gutachten Betrachtungen zur Wirtschaftlichkeit des Flughafens BER zum Schluss, dass „es keine Möglichkeit mehr gebe, den bisherigen Neubau in die Zone der Wirtschaftlichkeit oder gar des Gewinns zu bringen.“
Die Bundesregierung antwortete 2015 auf eine Kleine Anfrage aus der Bundestagsfraktion Bündnis 90/Die Grünen: „Der Zeitpunkt der Erwirtschaftung von Gewinnen ist Gegenstand des Business Plans der FBB. Dieser unterliegt der Vertraulichkeit von Betriebs- und Geschäftsgeheimnissen.“
2020 veröffentlichten drei Experten eine Studie, nach der bis 2023 der finanzielle Mehrbedarf mindestens 1,5 Milliarden Euro betrage, im ungünstigen Fall sogar 1,8 Milliarden Euro, um eine Insolvenz abzuwenden.
2021 verlangte Engelbert Lütke Daldrup eine Teilentschuldung des Unternehmens FBB, damit es wirtschaftlich arbeiten könne: „Allein aus eigener Kraft ist weder in noch nach der Pandemie ein positives Betriebsergebnis zu erreichen.“
Für das Jahr 2022 meldete die Geschäftsleitung erstmals einen operativen Gewinn von 56,8 Millionen Euro, diesem stand jedoch ein hoher Schuldendienst gegenüber.

## Sicherheit
Am Flughafen Berlin Brandenburg ist eine Dienststelle der Bundespolizei eingerichtet. Das Gebäude ist Arbeitsplatz von rund 400 Beschäftigten. Im Terminal T1 und T2 befinden sich weitere Einsatzbüros der Bundespolizei.

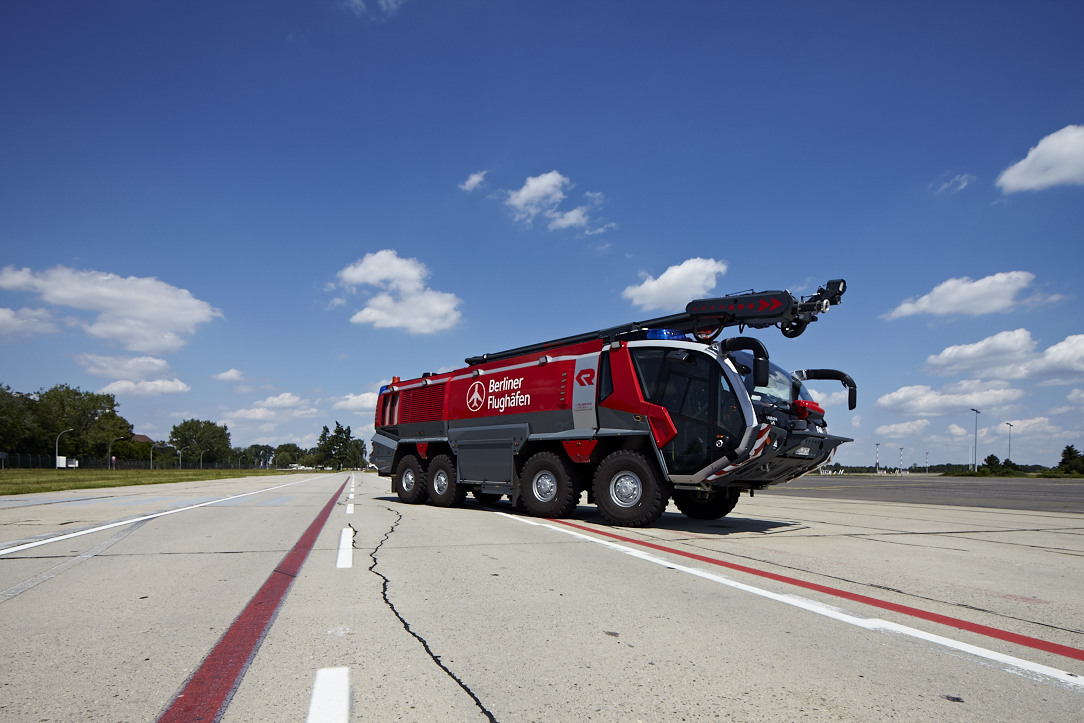
Spezial-Löschfahrzeug der Flughafenfeuerwehr

Der Flughafen verfügt über drei Feuerwachen, in denen rund 300 Einsatzkräfte arbeiten. In den Flughafenanlagen sind über 65.000 Brandmelder verbaut. Die Flughafenfeuerwehr verfügt über eine Flotte von zwölf Flugfeldlöschfahrzeugen für den Luftfahrzeugbrandschutz. Davon sind im Regelbetrieb jeweils acht Fahrzeuge im Dienst.

## Kunst am Bau

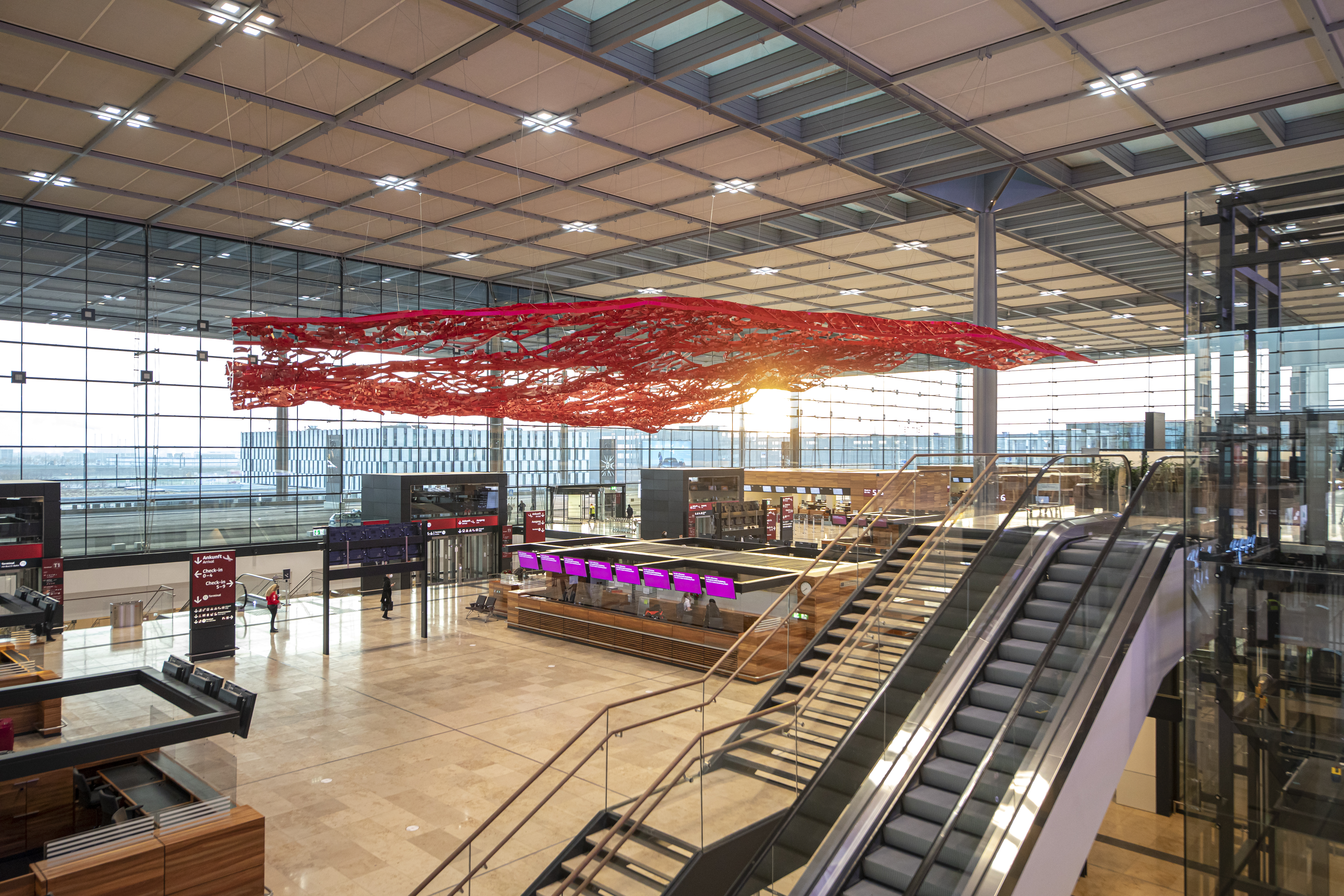
Fliegender Teppich von Pae White in der Abflughalle von Terminal 1

Kunst am Bau ist ein integrales Element der Baukultur in Deutschland. Für den Terminal 1 des BER haben sich internationale Künstler mit dem Thema „Luft-Land“ auseinandergesetzt. Fünf Kunstwerke wurden an unterschiedlichen Orten des Terminals realisiert.
- Takehito Koganezawa, Open Sky Box, 2012
- Olaf Nicolai, Gadget, 2012
- Matt Mullican, untitled, 2012
- STOEBO (Cisca Bogman und Oliver Störmer), Sternentalerhimmel, 2012
- Pae White, THE Magic Carpet, 2012

Neben diesen zeitgenössischen Werken haben nach Schließung des Flughafens Tegel mehrere dort installierten Werke einen neuen Standort am Flughafen BER erhalten: Karlheinz Biederbick (Vor dem Start), Rolf Lieberknecht (L’Albatros), Hein Sinken (Balance IV) und Rolf Scholz (Der Fall Daidalos und Ikaros).

## Erweiterungen

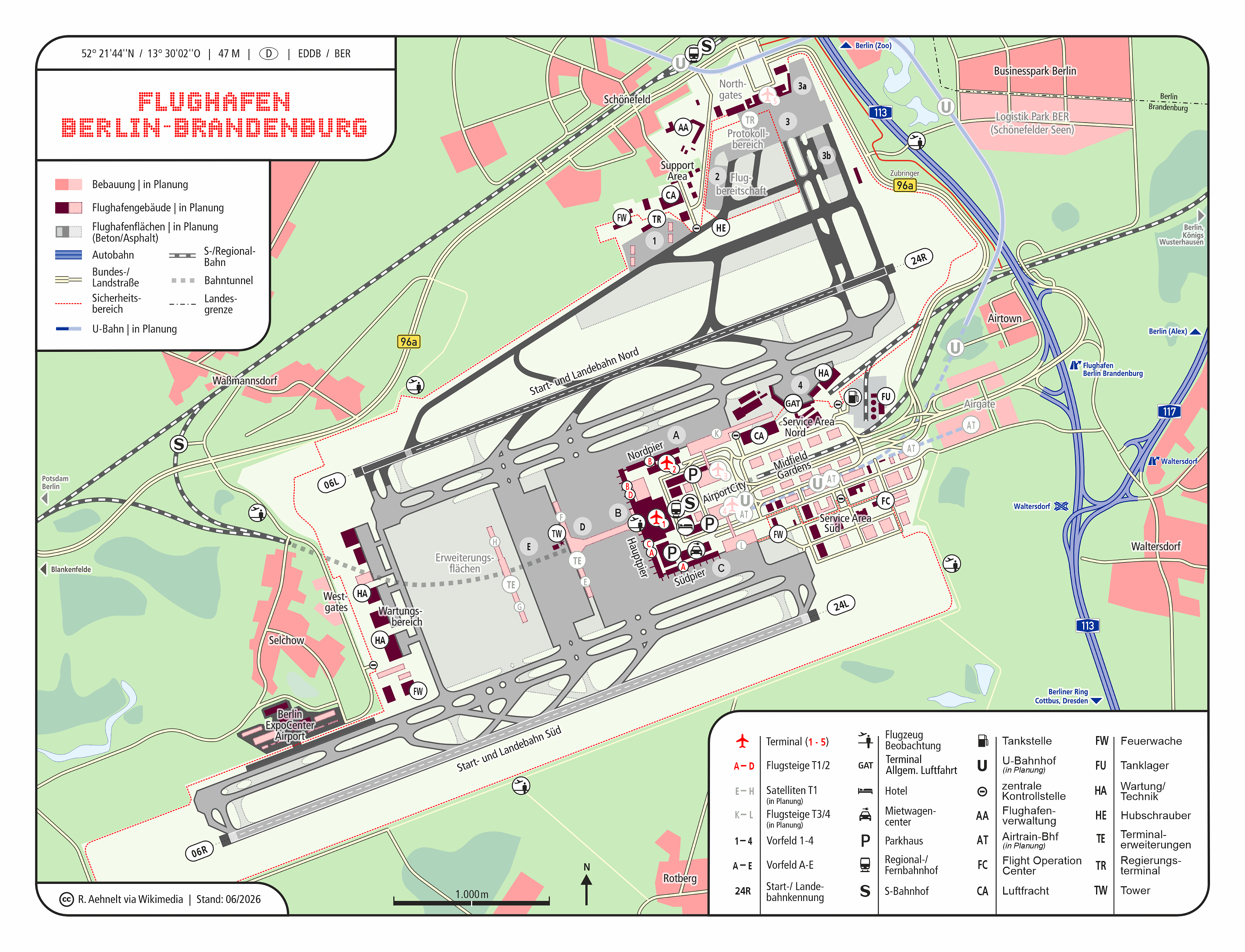
Flughafengelände einschließlich möglicher Erweiterungsbauten, Stand 2020

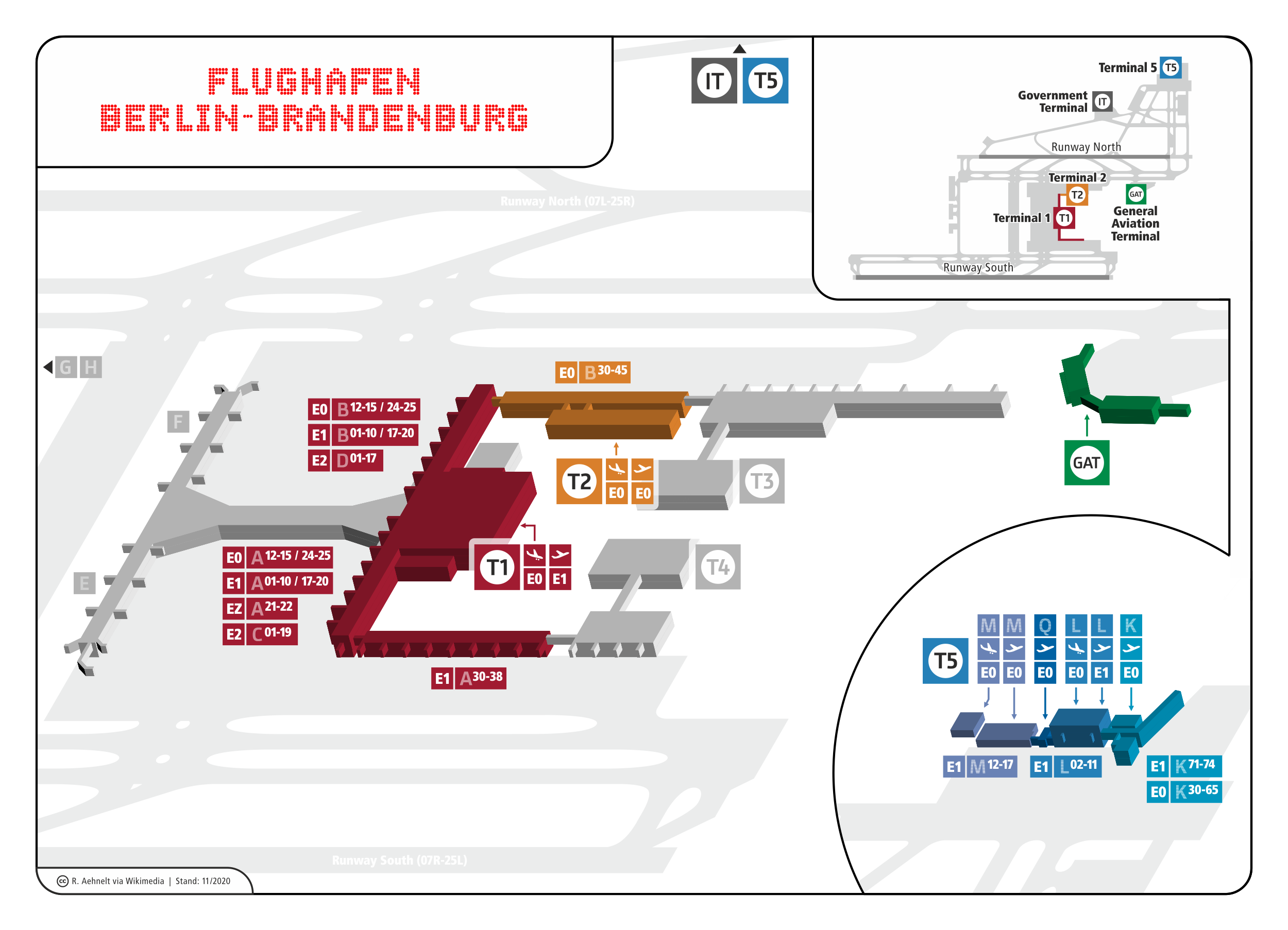
Die Terminals des BER

Der Flughafen Berlin Brandenburg erfährt seit dem Ende der Standortsuche 1996 unablässig Planungs- und Neubauaktivitäten durch die unterschiedlichsten Akteure. Die Weiterentwicklung der Flughafenanlagen ist ein Prozess, der auch nach der Eröffnung des Flughafens 2020 fortschreitet.
Die beiden gegenwärtig vorhandenen Startbahnen können eine rechnerische Kapazität von bis zu 45 Millionen Fluggästen im Jahr bewältigen. Südlich der bestehenden Anlagen bestünde die Möglichkeit zum Bau einer dritten Startbahn.

### Terminal 3
Wegen steigender Passagierprognosen soll bis zum Ende der 2020er Jahre ein Terminal 3 für 6–8 Millionen Passagiere entstehen. Diese Erweiterung soll die bestehenden Passagierabfertigungsanlagen nach Osten mit Verbindung zum Nordpier von Terminal 1 und 2 erweitern.

### Terminal 4
Der Bau eines Terminals 4 ist bereits geplant, allerdings noch nicht terminiert. Er würde die Kapazitäten um weitere sechs Millionen Passagiere pro Jahr erhöhen. Diese Erweiterung soll die bestehenden Passagierabfertigungsanlagen nach Osten mit Verbindung zum Südpier von Terminal 1 erweitern.

### Regierungsflughafenanlagen
Ein ursprünglich für 2025 vorgesehenes, neu zu bauendes Regierungsterminal wurde nach Einwänden der Flughafengesellschaft und der Landespolitik vorerst bis 2030 zurückgestellt. Bis 2032 sollen die Hangars, Büros und das Vorfeld für die Flugbereitschaft fertiggestellt werden. 2035 sollte das neue Regierungsterminal mit Protokollbereich für die Staatsgäste in Betrieb gehen. Im Oktober 2022 teilte die damalige Bundesregierung mit, das Projekt zum Bau des neuen Regierungsterminals auch nach 2030 nicht weiter verfolgen zu wollen. Die anderen Teile des Regierungsflughafens sollen aber weiterhin gebaut werden und dann zusammen mit dem bisherigen Interimsterminal genutzt werden, sodass die Flugbereitschaft komplett vom Flughafen Köln/Bonn zum BER umziehen kann.

### Infrastruktur
Es ist geplant, die U-Bahn-Linie U7 vom U-Bahnhof Rudow zum Flughafen zu verlängern. Eine Machbarkeitsstudie des Landes Berlin fiel mit prognostizierten 35.000 Fahrgästen pro Tag positiv aus. Die Ergebnisse einer Wirtschaftlichkeitsuntersuchung sollen bis Ende 2024 vorliegen.[veraltet]
Das Land Brandenburg plant seit 2022 ein sogenanntes Behördenzentrum am Flughafen, das der Abschiebung von Asylbewerbern dienen soll. Es soll aus einem Gewahrsamsgebäude, einem Transitgebäude mit Platz für bis zu 118 Personen und einem Rückführungsgebäude bestehen.